# Lista di asteroidi (10001-11000)
Di seguito una lista di asteroidi dal numero 10001 al 11000 con data di scoperta e scopritore.

## 10001-10100
| Nome                 | Designazione provvisoria | Data di scoperta  | Scopritore                                  |
| -------------------- | ------------------------ | ----------------- | ------------------------------------------- |
| 10001 Palermo        | 1969 TM1                 | 8 ottobre 1969    | L. I. Chernykh                              |
| 10002 Bagdasarian    | 1969 TQ1                 | 8 ottobre 1969    | L. I. Chernykh                              |
| 10003 Caryhuang      | 1971 UD1                 | 26 ottobre 1971   | L. Kohoutek                                 |
| 10004 Igormakarov    | 1975 VV2                 | 2 novembre 1975   | T. M. Smirnova                              |
| 10005 Chernega       | 1976 SS2                 | 24 settembre 1976 | N. S. Chernykh                              |
| 10006 Sessai         | 1976 UR15                | 22 ottobre 1976   | H. Kosai, K. Hurukawa                       |
| 10007 Malytheatre    | 1976 YF3                 | 16 dicembre 1976  | L. I. Chernykh                              |
| 10008 Raisanyo       | 1977 DT2                 | 18 febbraio 1977  | H. Kosai, K. Hurukawa                       |
| 10009 Hirosetanso    | 1977 EA6                 | 12 marzo 1977     | H. Kosai, K. Hurukawa                       |
| 10010 Rudruna        | 1978 PW3                 | 9 agosto 1978     | N. S. Chernykh, L. I. Chernykh              |
| 10011 Avidzba        | 1978 QY1                 | 31 agosto 1978    | N. S. Chernykh                              |
| 10012 Tmutarakania   | 1978 RE3                 | 3 settembre 1978  | N. S. Chernykh, L. G. Karachkina            |
| 10013 Stenholm       | 1978 RR8                 | 2 settembre 1978  | C.-I. Lagerkvist                            |
| 10014 Shaim          | 1978 SE3                 | 26 settembre 1978 | L. V. Zhuravleva                            |
| 10015 Valenlebedev   | 1978 SA5                 | 27 settembre 1978 | L. I. Chernykh                              |
| 10016 Yugan          | 1978 SW7                 | 26 settembre 1978 | L. V. Zhuravleva                            |
| 10017 Jaotsungi      | 1978 UP2                 | 30 ottobre 1978   | Purple Mountain Observatory                 |
| 10018 Lykawka        | 1979 MG4                 | 25 giugno 1979    | E. F. Helin, S. J. Bus                      |
| 10019 Wesleyfraser   | 1979 MK7                 | 25 giugno 1979    | E. F. Helin, S. J. Bus                      |
| 10020 Bagenal        | 1979 OQ5                 | 24 luglio 1979    | S. J. Bus                                   |
| 10021 Henja          | 1979 QC1                 | 22 agosto 1979    | C.-I. Lagerkvist                            |
| 10022 Zubov          | 1979 SU2                 | 22 settembre 1979 | N. S. Chernykh                              |
| 10023 Vladifedorov   | 1979 WX3                 | 17 novembre 1979  | L. I. Chernykh                              |
| 10024 Marthahazen    | 1980 EB                  | 10 marzo 1980     | Harvard Observatory                         |
| 10025 Rauer          | 1980 FO1                 | 16 marzo 1980     | C.-I. Lagerkvist                            |
| 10026 Sophiexeon     | 1980 RE1                 | 3 settembre 1980  | A. Mrkos                                    |
| 10027 Perozzi        | 1981 FL                  | 30 marzo 1981     | E. Bowell                                   |
| 10028 Bonus          | 1981 JM2                 | 5 maggio 1981     | C. S. Shoemaker                             |
| 10029 Hiramperkins   | 1981 QF                  | 30 agosto 1981    | E. Bowell                                   |
| 10030 Philkeenan     | 1981 QG                  | 30 agosto 1981    | E. Bowell                                   |
| 10031 Vladarnolda    | 1981 RB2                 | 7 settembre 1981  | L. G. Karachkina                            |
| 10032 Hans-Ulrich    | 1981 RF7                 | 3 settembre 1981  | S. J. Bus                                   |
| 10033 Bodewits       | 1981 UJ23                | 24 ottobre 1981   | S. J. Bus                                   |
| 10034 Birlan         | 1981 YG                  | 30 dicembre 1981  | E. Bowell                                   |
| 10035 Davidgheesling | 1982 DC2                 | 16 febbraio 1982  | L. Brožek                                   |
| 10036 McGaha         | 1982 OF                  | 24 luglio 1982    | E. Bowell                                   |
| 10037 Raypickard     | 1984 BQ                  | 26 gennaio 1984   | A. Mrkos                                    |
| 10038 Tanaro         | 1984 HO1                 | 28 aprile 1984    | W. Ferreri, V. Zappalà                      |
| 10039 Keet Seel      | 1984 LK                  | 2 giugno 1984     | B. A. Skiff                                 |
| 10040 Ghillar        | 1984 QM                  | 24 agosto 1984    | Z. Vávrová                                  |
| 10041 Parkinson      | 1985 HS1                 | 24 aprile 1985    | C. S. Shoemaker, E. M. Shoemaker            |
| 10042 Budstewart     | 1985 PL                  | 14 agosto 1985    | E. Bowell                                   |
| 10043 Janegann       | 1985 PN                  | 14 agosto 1985    | E. Bowell                                   |
| 10044 Squyres        | 1985 RU                  | 15 settembre 1985 | C. S. Shoemaker, E. M. Shoemaker            |
| 10045 Dorarussell    | 1985 RJ3                 | 6 settembre 1985  | H. Debehogne                                |
| 10046 Creighton      | 1986 JC                  | 2 maggio 1986     | INAS                                        |
| 10047 Davidchapman   | 1986 QK2                 | 28 agosto 1986    | H. Debehogne                                |
| 10048 Grönbech       | 1986 TQ                  | 3 ottobre 1986    | P. Jensen                                   |
| 10049 Vorovich       | 1986 TZ11                | 3 ottobre 1986    | L. G. Karachkina                            |
| 10050 Rayman         | 1987 MA1                 | 28 giugno 1987    | E. F. Helin                                 |
| 10051 Albee          | 1987 QG6                 | 23 agosto 1987    | E. F. Helin                                 |
| 10052 Nason          | 1987 SM12                | 16 settembre 1987 | H. Debehogne                                |
| 10053 Noeldetilly    | 1987 SR12                | 16 settembre 1987 | H. Debehogne                                |
| 10054 Solomin        | 1987 SQ17                | 17 settembre 1987 | L. I. Chernykh                              |
| 10055 Silcher        | 1987 YC1                 | 22 dicembre 1987  | F. Börngen                                  |
| 10056 Johnschroer    | 1988 BX3                 | 19 gennaio 1988   | H. Debehogne                                |
| 10057 L'Obel         | 1988 CO1                 | 11 febbraio 1988  | E. W. Elst                                  |
| 10058 Ikwilliamson   | 1988 DD5                 | 25 febbraio 1988  | R. H. McNaught                              |
| 10059 McCullough     | 1988 FS2                 | 21 marzo 1988     | Bulgarian National Observatory              |
| 10060 Amymilne       | 1988 GL                  | 12 aprile 1988    | C. S. Shoemaker, E. M. Shoemaker            |
| 10061 Ndolaprata     | 1988 PG1                 | 11 agosto 1988    | A. J. Noymer                                |
| 10062 Kimhay         | 1988 RV4                 | 1 settembre 1988  | H. Debehogne                                |
| 10063 Erinleeryan    | 1988 SZ2                 | 16 settembre 1988 | S. J. Bus                                   |
| 10064 Hirosetamotsu  | 1988 UO                  | 31 ottobre 1988   | T. Kojima                                   |
| 10065 Greglisk       | 1988 XK                  | 3 dicembre 1988   | Y. Oshima                                   |
| 10066 Pihack         | 1988 XV2                 | 1 dicembre 1988   | P. Jensen                                   |
| 10067 Bertuch        | 1989 AL6                 | 11 gennaio 1989   | F. Börngen                                  |
| 10068 Dodoens        | 1989 CT2                 | 4 febbraio 1989   | E. W. Elst                                  |
| 10069 Fontenelle     | 1989 CW2                 | 4 febbraio 1989   | E. W. Elst                                  |
| 10070 Liuzongli      | 1989 CB8                 | 7 febbraio 1989   | H. Debehogne                                |
| 10071 Paraguay       | 1989 EZ2                 | 2 marzo 1989      | E. W. Elst                                  |
| 10072 Uruguay        | 1989 GF1                 | 3 aprile 1989     | E. W. Elst                                  |
| 10073 Peterhiscocks  | 1989 GJ2                 | 3 aprile 1989     | E. W. Elst                                  |
| 10074 Van den Berghe | 1989 GH4                 | 3 aprile 1989     | E. W. Elst                                  |
| 10075 Campeche       | 1989 GR4                 | 3 aprile 1989     | E. W. Elst                                  |
| 10076 Rogerhill      | 1989 PK                  | 9 agosto 1989     | E. F. Helin                                 |
| 10077 Raykoenig      | 1989 UL1                 | 26 ottobre 1989   | S. Ueda, H. Kaneda                          |
| 10078 Stanthorpe     | 1989 UJ3                 | 30 ottobre 1989   | T. Seki                                     |
| 10079 Meunier        | 1989 XD2                 | 2 dicembre 1989   | E. W. Elst                                  |
| 10080 Macevans       | 1990 OF1                 | 18 luglio 1990    | E. F. Helin                                 |
| 10081 Dantaylor      | 1990 OW1                 | 29 luglio 1990    | H. E. Holt                                  |
| 10082 Bronson        | 1990 OF2                 | 29 luglio 1990    | H. E. Holt                                  |
| 10083 Gordonanderson | 1990 QE2                 | 22 agosto 1990    | H. E. Holt                                  |
| 10084 Rossparker     | 1990 QC5                 | 25 agosto 1990    | H. E. Holt                                  |
| 10085 Jekennedy      | 1990 QF5                 | 25 agosto 1990    | H. E. Holt                                  |
| 10086 McCurdy        | 1990 SZ                  | 16 settembre 1990 | H. E. Holt                                  |
| 10087 Dechesne       | 1990 SG3                 | 18 settembre 1990 | H. E. Holt                                  |
| 10088 Digne          | 1990 SG8                 | 22 settembre 1990 | E. W. Elst                                  |
| 10089 Turgot         | 1990 SS9                 | 22 settembre 1990 | E. W. Elst                                  |
| 10090 Sikorsky       | 1990 TK15                | 13 ottobre 1990   | L. G. Karachkina, Galina Ričardovna Kastel' |
| 10091 Bandaisan      | 1990 VD3                 | 11 novembre 1990  | T. Seki                                     |
| 10092 Sasaki         | 1990 VD4                 | 15 novembre 1990  | K. Endate, K. Watanabe                      |
| 10093 Diesel         | 1990 WX1                 | 18 novembre 1990  | E. W. Elst                                  |
| 10094 Eijikato       | 1991 DK                  | 20 febbraio 1991  | T. Seki                                     |
| 10095 Carlloewe      | 1991 RP2                 | 9 settembre 1991  | F. Börngen, L. D. Schmadel                  |
| 10096 Colleenohare   | 1991 RK5                 | 13 settembre 1991 | H. E. Holt                                  |
| 10097 Humbroncos     | 1991 RV16                | 15 settembre 1991 | H. E. Holt                                  |
| 10098 Jaymiematthews | 1991 SC1                 | 30 settembre 1991 | R. H. McNaught                              |
| 10099 Glazebrook     | 1991 VB9                 | 4 novembre 1991   | Spacewatch                                  |
| 10100 Bürgel         | 1991 XH1                 | 9 dicembre 1991   | F. Börngen                                  |

## 10101-10200
| Nome                  | Designazione provvisoria | Data di scoperta  | Scopritore                           |
| --------------------- | ------------------------ | ----------------- | ------------------------------------ |
| 10101 Fourier         | 1992 BM2                 | 30 gennaio 1992   | E. W. Elst                           |
| 10102 Digerhuvud      | 1992 DA6                 | 29 febbraio 1992  | UESAC                                |
| 10103 Jungfrun        | 1992 DB9                 | 29 febbraio 1992  | UESAC                                |
| 10104 Hoburgsgubben   | 1992 EY9                 | 2 marzo 1992      | UESAC                                |
| 10105 Holmhällar      | 1992 EM12                | 6 marzo 1992      | UESAC                                |
| 10106 Lergrav         | 1992 EV15                | 1 marzo 1992      | UESAC                                |
| 10107 Kenny           | 1992 FW1                 | 27 marzo 1992     | D. I. Steel                          |
| 10108 Tomlinson       | 1992 HM                  | 26 aprile 1992    | C. S. Shoemaker, E. M. Shoemaker     |
| 10109 Sidhu           | 1992 KQ                  | 29 maggio 1992    | E. F. Helin                          |
| 10110 Jameshead       | 1992 LJ                  | 3 giugno 1992     | G. J. Leonard                        |
| 10111 Fresnel         | 1992 OO1                 | 25 luglio 1992    | E. W. Elst                           |
| 10112 Skookumjim      | 1992 OP1                 | 31 luglio 1992    | H. E. Holt                           |
| 10113 Alantitle       | 1992 PX2                 | 6 agosto 1992     | H. E. Holt                           |
| 10114 Greifswald      | 1992 RZ                  | 4 settembre 1992  | L. D. Schmadel, F. Börngen           |
| 10115 -               | 1992 SK                  | 24 settembre 1992 | E. F. Helin, J. Alu                  |
| 10116 Robertfranz     | 1992 SJ2                 | 21 settembre 1992 | F. Börngen, L. D. Schmadel           |
| 10117 Tanikawa        | 1992 TW                  | 1 ottobre 1992    | M. Yanai, K. Watanabe                |
| 10118 Jiwu            | 1992 UK1                 | 19 ottobre 1992   | S. Ueda, H. Kaneda                   |
| 10119 Remarque        | 1992 YC1                 | 18 dicembre 1992  | E. W. Elst                           |
| 10120 Ypres           | 1992 YH2                 | 18 dicembre 1992  | E. W. Elst                           |
| 10121 Arzamas         | 1993 BS4                 | 27 gennaio 1993   | E. W. Elst                           |
| 10122 Fröding         | 1993 BC5                 | 27 gennaio 1993   | E. W. Elst                           |
| 10123 Fideöja         | 1993 FJ16                | 17 marzo 1993     | UESAC                                |
| 10124 Hemse           | 1993 FE23                | 21 marzo 1993     | UESAC                                |
| 10125 Stenkyrka       | 1993 FB24                | 21 marzo 1993     | UESAC                                |
| 10126 Lärbro          | 1993 FW24                | 21 marzo 1993     | UESAC                                |
| 10127 Fröjel          | 1993 FF26                | 21 marzo 1993     | UESAC                                |
| 10128 Bro             | 1993 FT31                | 19 marzo 1993     | UESAC                                |
| 10129 Fole            | 1993 FO40                | 19 marzo 1993     | UESAC                                |
| 10130 Ardre           | 1993 FJ50                | 19 marzo 1993     | UESAC                                |
| 10131 Stånga          | 1993 FP73                | 21 marzo 1993     | UESAC                                |
| 10132 Lummelunda      | 1993 FL84                | 20 marzo 1993     | UESAC                                |
| 10133 Gerdahorneck    | 1993 GC1                 | 15 aprile 1993    | H. E. Holt                           |
| 10134 Joycepenner     | 1993 HL6                 | 17 aprile 1993    | H. Debehogne                         |
| 10135 Wimhermsen      | 1993 LZ1                 | 13 giugno 1993    | H. E. Holt                           |
| 10136 Gauguin         | 1993 OM3                 | 20 luglio 1993    | E. W. Elst                           |
| 10137 Thucydides      | 1993 PV6                 | 15 agosto 1993    | E. W. Elst                           |
| 10138 Ohtanihiroshi   | 1993 SS1                 | 16 settembre 1993 | K. Endate, K. Watanabe               |
| 10139 Ronsard         | 1993 ST4                 | 19 settembre 1993 | E. W. Elst                           |
| 10140 Villon          | 1993 SX4                 | 19 settembre 1993 | E. W. Elst                           |
| 10141 Gotenba         | 1993 VE                  | 5 novembre 1993   | S. Otomo                             |
| 10142 Sakka           | 1993 VG1                 | 15 novembre 1993  | A. Sugie                             |
| 10143 Kamogawa        | 1994 AP1                 | 8 gennaio 1994    | A. Sugie                             |
| 10144 Bernardbigot    | 1994 AB2                 | 9 gennaio 1994    | Y. Kushida, O. Muramatsu             |
| 10145 -               | 1994 CK1                 | 10 febbraio 1994  | Spacewatch                           |
| 10146 Mukaitadashi    | 1994 CV1                 | 8 febbraio 1994   | K. Endate, K. Watanabe               |
| 10147 Mizugatsuka     | 1994 CK2                 | 13 febbraio 1994  | T. Kobayashi                         |
| 10148 Shirase         | 1994 GR9                 | 14 aprile 1994    | S. Otomo                             |
| 10149 Cavagna         | 1994 PA                  | 3 agosto 1994     | M. Tombelli, A. Boattini             |
| 10150 -               | 1994 PN                  | 7 agosto 1994     | G. J. Garradd                        |
| 10151 Rubens          | 1994 PF22                | 12 agosto 1994    | E. W. Elst                           |
| 10152 Ukichiro        | 1994 RJ11                | 11 settembre 1994 | S. Otomo                             |
| 10153 Goldman         | 1994 UB                  | 26 ottobre 1994   | D. di Cicco                          |
| 10154 Tanuki          | 1994 UH                  | 31 ottobre 1994   | T. Kobayashi                         |
| 10155 Numaguti        | 1994 VZ2                 | 4 novembre 1994   | K. Endate, K. Watanabe               |
| 10156 Darnley         | 1994 VQ7                 | 7 novembre 1994   | S. Ueda, H. Kaneda                   |
| 10157 Asagiri         | 1994 WE1                 | 27 novembre 1994  | T. Kobayashi                         |
| 10158 Taroubou        | 1994 XK                  | 3 dicembre 1994   | T. Kobayashi                         |
| 10159 Tokara          | 1994 XS4                 | 9 dicembre 1994   | T. Kobayashi                         |
| 10160 Totoro          | 1994 YQ1                 | 31 dicembre 1994  | T. Kobayashi                         |
| 10161 Nakanoshima     | 1994 YZ1                 | 31 dicembre 1994  | T. Kobayashi                         |
| 10162 Issunboushi     | 1995 AL                  | 2 gennaio 1995    | T. Niijima, T. Urata                 |
| 10163 Onomichi        | 1995 BH1                 | 26 gennaio 1995   | A. Nakamura                          |
| 10164 Akusekijima     | 1995 BS1                 | 27 gennaio 1995   | T. Kobayashi                         |
| 10165 -               | 1995 BL2                 | 31 gennaio 1995   | Spacewatch                           |
| 10166 Takarajima      | 1995 BN3                 | 30 gennaio 1995   | T. Kobayashi                         |
| 10167 Yoshiwatiso     | 1995 BQ15                | 31 gennaio 1995   | T. Seki                              |
| 10168 Stony Ridge     | 1995 CN                  | 4 febbraio 1995   | J. B. Child, J. E. Rogers            |
| 10169 Ogasawara       | 1995 DK                  | 21 febbraio 1995  | T. Kobayashi                         |
| 10170 Petrjakeš       | 1995 DA1                 | 22 febbraio 1995  | M. Tichý, Z. Moravec                 |
| 10171 Takaotengu      | 1995 EE8                 | 7 marzo 1995      | M. Hirasawa, S. Suzuki               |
| 10172 Humphreys       | 1995 FW19                | 31 marzo 1995     | Spacewatch                           |
| 10173 Hanzelkazikmund | 1995 HA                  | 21 aprile 1995    | P. Pravec, L. Šarounová              |
| 10174 Emička          | 1995 JD                  | 2 maggio 1995     | Z. Moravec                           |
| 10175 Aenona          | 1996 CR1                 | 14 febbraio 1996  | K. Korlević, D. Matkovic             |
| 10176 Gaiavettori     | 1996 CW7                 | 14 febbraio 1996  | M. Tombelli, U. Munari               |
| 10177 Ellison         | 1996 CK9                 | 10 febbraio 1996  | Spacewatch                           |
| 10178 Iriki           | 1996 DD                  | 18 febbraio 1996  | T. Kobayashi                         |
| 10179 Ishigaki        | 1996 DE                  | 18 febbraio 1996  | T. Kobayashi                         |
| 10180 -               | 1996 EE2                 | 15 marzo 1996     | G. J. Garradd                        |
| 10181 Davidacomba     | 1996 FP3                 | 26 marzo 1996     | P. G. Comba                          |
| 10182 Junkobiwaki     | 1996 FL5                 | 20 marzo 1996     | K. Endate, K. Watanabe               |
| 10183 Ampère          | 1996 GV20                | 15 aprile 1996    | E. W. Elst                           |
| 10184 Galvani         | 1996 HC19                | 18 aprile 1996    | E. W. Elst                           |
| 10185 Gaudi           | 1996 HD21                | 18 aprile 1996    | E. W. Elst                           |
| 10186 Albéniz         | 1996 HD24                | 20 aprile 1996    | E. W. Elst                           |
| 10187 -               | 1996 JV                  | 12 maggio 1996    | T. B. Spahr                          |
| 10188 Yasuoyoneda     | 1996 JY                  | 14 maggio 1996    | R. H. McNaught, Y. Ikari             |
| 10189 Normanrockwell  | 1996 JK16                | 15 maggio 1996    | Spacewatch                           |
| 10190 Suzannedodd     | 1996 NC                  | 14 luglio 1996    | NEAT                                 |
| 10191 Scottbolton     | 1996 NU1                 | 14 luglio 1996    | NEAT                                 |
| 10192 -               | 1996 OQ1                 | 20 luglio 1996    | Beijing Schmidt CCD Asteroid Program |
| 10193 Nishimoto       | 1996 PR1                 | 8 agosto 1996     | AMOS                                 |
| 10194 Tonygeorge      | 1996 QN1                 | 18 agosto 1996    | G. R. Viscome                        |
| 10195 Nebraska        | 1996 RS5                 | 13 settembre 1996 | R. Linderholm                        |
| 10196 Akiraarai       | 1996 TJ15                | 9 ottobre 1996    | S. Ueda, H. Kaneda                   |
| 10197 Senigalliesi    | 1996 UO                  | 18 ottobre 1996   | V. Goretti                           |
| 10198 Pinelli         | 1996 XN26                | 6 dicembre 1996   | M. Tombelli, U. Munari               |
| 10199 Chariklo        | 1997 CU26                | 15 febbraio 1997  | Spacewatch                           |
| 10200 Quadri          | 1997 NZ2                 | 7 luglio 1997     | V. Goretti                           |

## 10201-10300
| Nome                   | Designazione provvisoria | Data di scoperta  | Scopritore                                             |
| ---------------------- | ------------------------ | ----------------- | ------------------------------------------------------ |
| 10201 Korado           | 1997 NL6                 | 12 luglio 1997    | Osservatorio di Farra d'Isonzo                         |
| 10202 Mioaramandea     | 1997 PE                  | 1 agosto 1997     | NEAT                                                   |
| 10203 Flinders         | 1997 PQ                  | 1 agosto 1997     | F. B. Zoltowski                                        |
| 10204 Turing           | 1997 PK1                 | 1 agosto 1997     | P. G. Comba                                            |
| 10205 Pokorný          | 1997 PX1                 | 7 agosto 1997     | M. Tichý, Z. Moravec                                   |
| 10206 -                | 1997 PC2                 | 7 agosto 1997     | L. L. Amburgey                                         |
| 10207 Comeniana        | 1997 QA                  | 16 agosto 1997    | L. Kornoš, P. Kolény                                   |
| 10208 Germanicus       | 1997 QN1                 | 30 agosto 1997    | Stroncone                                              |
| 10209 Izanaki          | 1997 QY1                 | 24 agosto 1997    | Y. Shimizu, T. Urata                                   |
| 10210 Nathues          | 1997 QV3                 | 30 agosto 1997    | ODAS                                                   |
| 10211 La Spezia        | 1997 RG3                 | 6 settembre 1997  | Monte Viseggi                                          |
| 10212 -                | 1997 RA7                 | 3 settembre 1997  | S. P. Laurie                                           |
| 10213 Koukolík         | 1997 RK7                 | 10 settembre 1997 | M. Tichý, Z. Moravec                                   |
| 10214 -                | 1997 RT9                 | 10 settembre 1997 | T. Pauwels                                             |
| 10215 Lavilledemirmont | 1997 SQ                  | 20 settembre 1997 | L. Šarounová                                           |
| 10216 Popastro         | 1997 SN3                 | 22 settembre 1997 | S. P. Laurie                                           |
| 10217 Richardcook      | 1997 SN4                 | 27 settembre 1997 | NEAT                                                   |
| 10218 Bierstadt        | 1997 SJ23                | 29 settembre 1997 | Spacewatch                                             |
| 10219 Penco            | 1997 UJ5                 | 25 ottobre 1997   | L. Tesi, A. Boattini                                   |
| 10220 Pigott           | 1997 UG7                 | 20 ottobre 1997   | R. A. Tucker                                           |
| 10221 Kubrick          | 1997 UM9                 | 28 ottobre 1997   | P. Pravec                                              |
| 10222 Klotz            | 1997 UV10                | 29 ottobre 1997   | C. Buil                                                |
| 10223 Zashikiwarashi   | 1997 UD11                | 31 ottobre 1997   | T. Urata                                               |
| 10224 Hisashi          | 1997 UK22                | 26 ottobre 1997   | N. Sato                                                |
| 10225 -                | 1997 VQ1                 | 1 novembre 1997   | S. Ueda, H. Kaneda                                     |
| 10226 Seishika         | 1997 VK5                 | 8 novembre 1997   | T. Kobayashi                                           |
| 10227 Izanami          | 1997 VO6                 | 4 novembre 1997   | T. Kagawa, T. Urata                                    |
| 10228 -                | 1997 VY8                 | 1 novembre 1997   | S. Ueda, H. Kaneda                                     |
| 10229 -                | 1997 WR3                 | 19 novembre 1997  | Y. Shimizu, T. Urata                                   |
| 10230 -                | 1997 WU35                | 29 novembre 1997  | LINEAR                                                 |
| 10231 -                | 1997 WQ37                | 29 novembre 1997  | LINEAR                                                 |
| 10232 -                | 1997 WR49                | 26 novembre 1997  | LINEAR                                                 |
| 10233 Le Creusot       | 1997 XQ2                 | 5 dicembre 1997   | J.-C. Merlin                                           |
| 10234 Sixtygarden      | 1997 YB8                 | 27 dicembre 1997  | J. Tichá, M. Tichý                                     |
| 10235 -                | 1998 QR37                | 17 agosto 1998    | LINEAR                                                 |
| 10236 Aayushkaran      | 1998 QA93                | 28 agosto 1998    | LINEAR                                                 |
| 10237 Adzic            | 1998 SJ119               | 26 settembre 1998 | LINEAR                                                 |
| 10238 Ananyakarthik    | 1998 SO140               | 26 settembre 1998 | LINEAR                                                 |
| 10239 Hermann          | 1998 TY30                | 10 ottobre 1998   | LONEOS                                                 |
| 10240 -                | 1998 VW34                | 12 novembre 1998  | S. Ueda, H. Kaneda                                     |
| 10241 Miličević        | 1999 AU6                 | 9 gennaio 1999    | K. Korlević                                            |
| 10242 Wasserkuppe      | 2808 P-L                 | 24 settembre 1960 | C. J. van Houten, I. van Houten-Groeneveld, T. Gehrels |
| 10243 Hohe Meissner    | 3553 P-L                 | 22 ottobre 1960   | C. J. van Houten, I. van Houten-Groeneveld, T. Gehrels |
| 10244 Thüringer Wald   | 4668 P-L                 | 26 settembre 1960 | C. J. van Houten, I. van Houten-Groeneveld, T. Gehrels |
| 10245 Inselsberg       | 6071 P-L                 | 24 settembre 1960 | C. J. van Houten, I. van Houten-Groeneveld, T. Gehrels |
| 10246 Frankenwald      | 6381 P-L                 | 24 settembre 1960 | C. J. van Houten, I. van Houten-Groeneveld, T. Gehrels |
| 10247 Amphiaraos       | 6629 P-L                 | 24 settembre 1960 | C. J. van Houten, I. van Houten-Groeneveld, T. Gehrels |
| 10248 Fichtelgebirge   | 7639 P-L                 | 17 ottobre 1960   | C. J. van Houten, I. van Houten-Groeneveld, T. Gehrels |
| 10249 Harz             | 9515 P-L                 | 17 ottobre 1960   | C. J. van Houten, I. van Houten-Groeneveld, T. Gehrels |
| 10250 Hellahaasse      | 1252 T-1                 | 25 marzo 1971     | C. J. van Houten, I. van Houten-Groeneveld, T. Gehrels |
| 10251 Mulisch          | 3089 T-1                 | 26 marzo 1971     | C. J. van Houten, I. van Houten-Groeneveld, T. Gehrels |
| 10252 Heidigraf        | 4164 T-1                 | 26 marzo 1971     | C. J. van Houten, I. van Houten-Groeneveld, T. Gehrels |
| 10253 Westerwald       | 2116 T-2                 | 29 settembre 1973 | C. J. van Houten, I. van Houten-Groeneveld, T. Gehrels |
| 10254 Hunsrück         | 2314 T-2                 | 29 settembre 1973 | C. J. van Houten, I. van Houten-Groeneveld, T. Gehrels |
| 10255 Taunus           | 3398 T-3                 | 16 ottobre 1977   | C. J. van Houten, I. van Houten-Groeneveld, T. Gehrels |
| 10256 Vredevoogd       | 4157 T-3                 | 16 ottobre 1977   | C. J. van Houten, I. van Houten-Groeneveld, T. Gehrels |
| 10257 Garecynthia      | 4333 T-3                 | 16 ottobre 1977   | C. J. van Houten, I. van Houten-Groeneveld, T. Gehrels |
| 10258 Sárneczky        | 1940 AB                  | 6 gennaio 1940    | G. Kulin                                               |
| 10259 Osipovyurij      | 1972 HL                  | 18 aprile 1972    | T. M. Smirnova                                         |
| 10260 -                | 1972 TC                  | 4 ottobre 1972    | L. Kohoutek                                            |
| 10261 Nikdollezhal'    | 1974 QF1                 | 22 agosto 1974    | L. V. Zhuravleva                                       |
| 10262 Samoilov         | 1975 TQ3                 | 3 ottobre 1975    | L. I. Chernykh                                         |
| 10263 Vadimsimona      | 1976 SE5                 | 24 settembre 1976 | N. S. Chernykh                                         |
| 10264 Marov            | 1978 PH3                 | 8 agosto 1978     | N. S. Chernykh                                         |
| 10265 Gunnarsson       | 1978 RY6                 | 2 settembre 1978  | C.-I. Lagerkvist                                       |
| 10266 Vladishukhov     | 1978 SA7                 | 26 settembre 1978 | L. V. Zhuravleva                                       |
| 10267 Giuppone         | 1978 VD7                 | 7 novembre 1978   | E. F. Helin, S. J. Bus                                 |
| 10268 -                | 1979 HW6                 | 26 aprile 1979    | Perth Observatory                                      |
| 10269 Tusi             | 1979 SU11                | 24 settembre 1979 | N. S. Chernykh                                         |
| 10270 Skoglöv          | 1980 FX3                 | 16 marzo 1980     | C.-I. Lagerkvist                                       |
| 10271 Dymond           | 1980 TV2                 | 14 ottobre 1980   | H. Debehogne, L. Houziaux                              |
| 10272 Yuko             | 1981 EF13                | 1 marzo 1981      | S. J. Bus                                              |
| 10273 Katvolk          | 1981 ED14                | 1 marzo 1981      | S. J. Bus                                              |
| 10274 Larryevans       | 1981 ET15                | 1 marzo 1981      | S. J. Bus                                              |
| 10275 Nathankaib       | 1981 EC16                | 1 marzo 1981      | S. J. Bus                                              |
| 10276 Matney           | 1981 EK23                | 3 marzo 1981      | S. J. Bus                                              |
| 10277 Micheli          | 1981 EC27                | 2 marzo 1981      | S. J. Bus                                              |
| 10278 Virkki           | 1981 EW30                | 2 marzo 1981      | S. J. Bus                                              |
| 10279 Rhiannonblaauw   | 1981 ET42                | 2 marzo 1981      | S. J. Bus                                              |
| 10280 Yequanzhi        | 1981 EA43                | 2 marzo 1981      | S. J. Bus                                              |
| 10281 Libourel         | 1981 EE45                | 11 marzo 1981     | S. J. Bus                                              |
| 10282 Emilykramer      | 1981 ET46                | 2 marzo 1981      | S. J. Bus                                              |
| 10283 Cromer           | 1981 JE2                 | 5 maggio 1981     | C. S. Shoemaker                                        |
| 10284 Damienlemay      | 1981 QY2                 | 24 agosto 1981    | H. Debehogne                                           |
| 10285 Renémichelsen    | 1982 QX1                 | 17 agosto 1982    | C.-I. Lagerkvist                                       |
| 10286 Shnollia         | 1982 SM6                 | 16 settembre 1982 | L. I. Chernykh                                         |
| 10287 Smale            | 1982 UK7                 | 21 ottobre 1982   | L. G. Karachkina                                       |
| 10288 Saville          | 1983 WN                  | 28 novembre 1983  | E. Bowell                                              |
| 10289 Geoffperry       | 1984 QS                  | 24 agosto 1984    | Oak Ridge Observatory                                  |
| 10290 Kettering        | 1985 SR                  | 17 settembre 1985 | Oak Ridge Observatory                                  |
| 10291 -                | 1985 UT                  | 20 ottobre 1985   | A. Mrkos                                               |
| 10292 -                | 1986 PM                  | 2 agosto 1986     | INAS                                                   |
| 10293 Pribina          | 1986 TU6                 | 5 ottobre 1986    | M. Antal                                               |
| 10294 -                | 1988 AA2                 | 14 gennaio 1988   | A. Mrkos                                               |
| 10295 Hippolyta        | 1988 GB                  | 12 aprile 1988    | C. S. Shoemaker, E. M. Shoemaker                       |
| 10296 Rominadisisto    | 1988 RQ12                | 14 settembre 1988 | S. J. Bus                                              |
| 10297 Lynnejones       | 1988 RJ13                | 14 settembre 1988 | S. J. Bus                                              |
| 10298 Jiangchuanhuang  | 1988 SU2                 | 16 settembre 1988 | S. J. Bus                                              |
| 10299 -                | 1988 VS3                 | 13 novembre 1988  | Y. Oshima                                              |
| 10300 Tanakadate       | 1989 EG1                 | 6 marzo 1989      | T. Seki                                                |

## 10301-10400
| Nome                | Designazione provvisoria | Data di scoperta  | Scopritore                           |
| ------------------- | ------------------------ | ----------------- | ------------------------------------ |
| 10301 Kataoka       | 1989 FH                  | 30 marzo 1989     | K. Endate, K. Watanabe               |
| 10302 -             | 1989 ML                  | 29 giugno 1989    | E. F. Helin, J. Alu                  |
| 10303 Fréret        | 1989 RD2                 | 2 settembre 1989  | E. W. Elst                           |
| 10304 Iwaki         | 1989 SY                  | 30 settembre 1989 | K. Endate, K. Watanabe               |
| 10305 Grignard      | 1989 YP5                 | 29 dicembre 1989  | E. W. Elst                           |
| 10306 Pagnol        | 1990 QY                  | 21 agosto 1990    | E. W. Elst                           |
| 10307 -             | 1990 QX1                 | 22 agosto 1990    | H. E. Holt                           |
| 10308 -             | 1990 QC3                 | 28 agosto 1990    | H. E. Holt                           |
| 10309 -             | 1990 QC6                 | 23 agosto 1990    | H. E. Holt                           |
| 10310 Delacroix     | 1990 QZ8                 | 16 agosto 1990    | E. W. Elst                           |
| 10311 Fantin-Latour | 1990 QL9                 | 16 agosto 1990    | E. W. Elst                           |
| 10312 -             | 1990 QT9                 | 23 agosto 1990    | H. E. Holt                           |
| 10313 Vanessa-Mae   | 1990 QW17                | 26 agosto 1990    | L. V. Zhuravleva                     |
| 10314 -             | 1990 RF                  | 14 settembre 1990 | H. E. Holt                           |
| 10315 Brewster      | 1990 SC4                 | 23 settembre 1990 | E. F. Helin                          |
| 10316 Williamturner | 1990 SF9                 | 22 settembre 1990 | E. W. Elst                           |
| 10317 -             | 1990 SA15                | 17 settembre 1990 | H. E. Holt                           |
| 10318 Sumaura       | 1990 TX                  | 15 ottobre 1990   | T. Nomura, K. Kawanishi              |
| 10319 Toshiharu     | 1990 TB1                 | 11 ottobre 1990   | A. Takahashi, K. Watanabe            |
| 10320 Reiland       | 1990 TR1                 | 14 ottobre 1990   | E. F. Helin                          |
| 10321 Rampo         | 1990 UN2                 | 26 ottobre 1990   | T. Seki                              |
| 10322 Mayuminarita  | 1990 VT1                 | 11 novembre 1990  | K. Endate, K. Watanabe               |
| 10323 Frazer        | 1990 VW6                 | 14 novembre 1990  | E. W. Elst                           |
| 10324 Vladimirov    | 1990 VB14                | 14 novembre 1990  | L. G. Karachkina                     |
| 10325 Bexa          | 1990 WB2                 | 18 novembre 1990  | E. W. Elst                           |
| 10326 Kuragano      | 1990 WS2                 | 21 novembre 1990  | K. Endate, K. Watanabe               |
| 10327 Batens        | 1990 WQ6                 | 21 novembre 1990  | E. W. Elst                           |
| 10328 -             | 1991 GC1                 | 10 aprile 1991    | E. F. Helin                          |
| 10329 -             | 1991 GJ1                 | 11 aprile 1991    | S. Ueda, H. Kaneda                   |
| 10330 Durkheim      | 1991 GH3                 | 8 aprile 1991     | E. W. Elst                           |
| 10331 Peterbluhm    | 1991 GM10                | 9 aprile 1991     | F. Börngen                           |
| 10332 Défi          | 1991 JT1                 | 13 maggio 1991    | C. S. Shoemaker, D. H. Levy          |
| 10333 Portnoff      | 1991 NZ6                 | 12 luglio 1991    | H. Debehogne                         |
| 10334 Gibbon        | 1991 PG5                 | 3 agosto 1991     | E. W. Elst                           |
| 10335 -             | 1991 PG9                 | 15 agosto 1991    | E. F. Helin                          |
| (10336) 1991 PJ12   | 1991 PJ12                | 7 agosto 1991     | H. E. Holt                           |
| 10337 -             | 1991 RO1                 | 10 settembre 1991 | A. Sugie                             |
| 10338 -             | 1991 RB11                | 10 settembre 1991 | H. E. Holt                           |
| 10339 -             | 1991 RK17                | 11 settembre 1991 | H. E. Holt                           |
| 10340 Jostjahn      | 1991 RT40                | 10 settembre 1991 | F. Börngen                           |
| 10341 -             | 1991 SC2                 | 16 settembre 1991 | H. E. Holt                           |
| 10342 -             | 1991 TQ                  | 1 ottobre 1991    | R. H. McNaught                       |
| 10343 Church        | 1991 VW8                 | 4 novembre 1991   | Spacewatch                           |
| 10344 -             | 1992 CA2                 | 12 febbraio 1992  | O. A. Naranjo, J. Stock              |
| 10345 -             | 1992 DC11                | 29 febbraio 1992  | UESAC                                |
| 10346 Triathlon     | 1992 GA1                 | 2 aprile 1992     | C. S. Shoemaker, D. H. Levy          |
| 10347 Murom         | 1992 HG4                 | 23 aprile 1992    | E. W. Elst                           |
| 10348 Poelchau      | 1992 HL4                 | 29 aprile 1992    | F. Börngen                           |
| 10349 -             | 1992 LN                  | 3 giugno 1992     | G. J. Leonard                        |
| 10350 Spallanzani   | 1992 OG2                 | 26 luglio 1992    | E. W. Elst                           |
| 10351 Seiichisato   | 1992 SE1                 | 23 settembre 1992 | K. Endate, K. Watanabe               |
| 10352 Kawamura      | 1992 UO3                 | 26 ottobre 1992   | K. Endate, K. Watanabe               |
| 10353 Momotaro      | 1992 YS2                 | 20 dicembre 1992  | S. Otomo                             |
| 10354 Guillaumebudé | 1993 BU5                 | 27 gennaio 1993   | E. W. Elst                           |
| 10355 Kojiroharada  | 1993 EQ                  | 15 marzo 1993     | K. Endate, K. Watanabe               |
| 10356 Rudolfsteiner | 1993 RQ4                 | 15 settembre 1993 | E. W. Elst                           |
| 10357 -             | 1993 SL3                 | 19 settembre 1993 | H. E. Holt                           |
| 10358 Kirchhoff     | 1993 TH32                | 9 ottobre 1993    | E. W. Elst                           |
| 10359 -             | 1993 TU36                | 13 ottobre 1993   | H. E. Holt                           |
| 10360 -             | 1993 VN                  | 7 novembre 1993   | S. Ueda, H. Kaneda                   |
| 10361 Bunsen        | 1994 PR20                | 12 agosto 1994    | E. W. Elst                           |
| 10362 -             | 1994 UC2                 | 31 ottobre 1994   | S. Ueda, H. Kaneda                   |
| 10363 -             | 1994 UP11                | 31 ottobre 1994   | PCAS                                 |
| 10364 Tainai        | 1994 VR1                 | 3 novembre 1994   | T. Kobayashi                         |
| 10365 Kurokawa      | 1994 WL1                 | 27 novembre 1994  | T. Kobayashi                         |
| 10366 Shozosato     | 1994 WD4                 | 24 novembre 1994  | K. Endate, K. Watanabe               |
| 10367 Sayo          | 1994 YL1                 | 31 dicembre 1994  | T. Kobayashi                         |
| 10368 Kozuki        | 1995 CM1                 | 7 febbraio 1995   | T. Kobayashi                         |
| 10369 Sinden        | 1995 CE2                 | 8 febbraio 1995   | D. J. Asher                          |
| 10370 Hylonome      | 1995 DW2                 | 27 febbraio 1995  | D. C. Jewitt, J. X. Luu              |
| 10371 Gigli         | 1995 DU3                 | 27 febbraio 1995  | L. Tesi, A. Boattini                 |
| 10372 Moran         | 1995 FO10                | 26 marzo 1995     | Spacewatch                           |
| 10373 MacRobert     | 1996 ER                  | 14 marzo 1996     | D. di Cicco                          |
| 10374 Etampes       | 1996 GN19                | 15 aprile 1996    | E. W. Elst                           |
| 10375 Michiokuga    | 1996 HM1                 | 21 aprile 1996    | A. Nakamura                          |
| 10376 Chiarini      | 1996 KW                  | 16 maggio 1996    | Osservatorio San Vittore             |
| 10377 Kilimanjaro   | 1996 NN4                 | 14 luglio 1996    | E. W. Elst                           |
| 10378 Ingmarbergman | 1996 NE5                 | 14 luglio 1996    | E. W. Elst                           |
| 10379 Lake Placid   | 1996 OH                  | 18 luglio 1996    | G. R. Viscome                        |
| 10380 Berwald       | 1996 PY7                 | 8 agosto 1996     | E. W. Elst                           |
| 10381 Malinsmith    | 1996 RB                  | 3 settembre 1996  | B. G. W. Manning                     |
| 10382 Hadamard      | 1996 RJ3                 | 15 settembre 1996 | P. G. Comba                          |
| 10383 -             | 1996 SR7                 | 16 settembre 1996 | S. P. Laurie                         |
| 10384 -             | 1996 TQ10                | 9 ottobre 1996    | S. Ueda, H. Kaneda                   |
| 10385 Amaterasu     | 1996 TL12                | 15 ottobre 1996   | Y. Shimizu, T. Urata                 |
| 10386 Romulus       | 1996 TS15                | 12 ottobre 1996   | V. S. Casulli                        |
| 10387 Bepicolombo   | 1996 UQ                  | 18 ottobre 1996   | P. Sicoli, F. Manca                  |
| 10388 Zhuguangya    | 1996 YH3                 | 25 dicembre 1996  | Beijing Schmidt CCD Asteroid Program |
| 10389 Robmanning    | 1997 LD                  | 1 giugno 1997     | NEAT                                 |
| 10390 Lenka         | 1997 QD1                 | 27 agosto 1997    | P. Pravec, M. Wolf                   |
| 10391 -             | 1997 RR3                 | 5 settembre 1997  | Y. Shimizu, T. Urata                 |
| 10392 Brace         | 1997 RP7                 | 11 settembre 1997 | R. Linderholm                        |
| 10393 -             | 1997 RF8                 | 4 settembre 1997  | T. Kagawa, T. Urata                  |
| 10394 -             | 1997 SG1                 | 22 settembre 1997 | P. Sala                              |
| 10395 Jirkahorn     | 1997 SZ1                 | 23 settembre 1997 | M. Wolf, P. Pravec                   |
| 10396 -             | 1997 SW33                | 17 settembre 1997 | Beijing Schmidt CCD Asteroid Program |
| 10397 -             | 1997 SX33                | 17 settembre 1997 | Beijing Schmidt CCD Asteroid Program |
| 10398 -             | 1997 UP8                 | 23 ottobre 1997   | S. Ueda, H. Kaneda                   |
| 10399 Nishiharima   | 1997 UZ8                 | 29 ottobre 1997   | T. Kobayashi                         |
| 10400 Hakkaisan     | 1997 VX                  | 1 novembre 1997   | T. Kobayashi                         |

## 10401-10500
| Nome                   | Designazione provvisoria | Data di scoperta  | Scopritore                                             |
| ---------------------- | ------------------------ | ----------------- | ------------------------------------------------------ |
| 10401 Masakoba         | 1997 VD3                 | 6 novembre 1997   | T. Kobayashi                                           |
| 10402 -                | 1997 VS5                 | 8 novembre 1997   | T. Kobayashi                                           |
| 10403 Marcelgrün       | 1997 WU3                 | 22 novembre 1997  | J. Tichá, M. Tichý                                     |
| 10404 McCall           | 1997 WP14                | 22 novembre 1997  | Spacewatch                                             |
| 10405 Yoshiaki         | 1997 WT23                | 19 novembre 1997  | T. Okuni                                               |
| 10406 -                | 1997 WZ29                | 24 novembre 1997  | S. Ueda, H. Kaneda                                     |
| 10407 -                | 1997 WS32                | 29 novembre 1997  | LINEAR                                                 |
| 10408 -                | 1997 WL44                | 29 novembre 1997  | LINEAR                                                 |
| 10409 -                | 1997 WP44                | 29 novembre 1997  | LINEAR                                                 |
| 10410 Yangguanghua     | 1997 XR9                 | 4 dicembre 1997   | Beijing Schmidt CCD Asteroid Program                   |
| 10411 -                | 1997 XO11                | 15 dicembre 1997  | Beijing Schmidt CCD Asteroid Program                   |
| 10412 Tsukuyomi        | 1997 YO4                 | 21 dicembre 1997  | Y. Shimizu, T. Urata                                   |
| 10413 Pansecchi        | 1997 YG20                | 29 dicembre 1997  | Osservatorio San Vittore                               |
| 10414 -                | 1998 QJ37                | 17 agosto 1998    | LINEAR                                                 |
| 10415 Mali Lošinj      | 1998 UT15                | 23 ottobre 1998   | K. Korlević                                            |
| 10416 Kottler          | 1998 VA32                | 14 novembre 1998  | LINEAR                                                 |
| 10417 -                | 1998 WA23                | 18 novembre 1998  | LINEAR                                                 |
| 10418 -                | 1998 WZ23                | 25 novembre 1998  | LINEAR                                                 |
| 10419 -                | 1998 XB4                 | 11 dicembre 1998  | T. Kobayashi                                           |
| 10420 -                | 1998 YB12                | 27 dicembre 1998  | T. Kobayashi                                           |
| 10421 Dalmatin         | 1999 AY6                 | 9 gennaio 1999    | K. Korlević                                            |
| 10422 -                | 1999 AN22                | 14 gennaio 1999   | Beijing Schmidt CCD Asteroid Program                   |
| 10423 Dajčić           | 1999 BB                  | 16 gennaio 1999   | K. Korlević                                            |
| 10424 Gaillard         | 1999 BD5                 | 20 gennaio 1999   | ODAS                                                   |
| 10425 Landfermann      | 1999 BE6                 | 20 gennaio 1999   | ODAS                                                   |
| 10426 Charlierouse     | 1999 BB27                | 16 gennaio 1999   | Spacewatch                                             |
| 10427 Klinkenberg      | 2017 P-L                 | 24 settembre 1960 | C. J. van Houten, I. van Houten-Groeneveld, T. Gehrels |
| 10428 Wanders          | 2073 P-L                 | 24 settembre 1960 | C. J. van Houten, I. van Houten-Groeneveld, T. Gehrels |
| 10429 van Woerden      | 2546 P-L                 | 24 settembre 1960 | C. J. van Houten, I. van Houten-Groeneveld, T. Gehrels |
| 10430 Martschmidt      | 4030 P-L                 | 24 settembre 1960 | C. J. van Houten, I. van Houten-Groeneveld, T. Gehrels |
| 10431 Pottasch         | 4042 P-L                 | 24 settembre 1960 | C. J. van Houten, I. van Houten-Groeneveld, T. Gehrels |
| 10432 Ullischwarz      | 4623 P-L                 | 24 settembre 1960 | C. J. van Houten, I. van Houten-Groeneveld, T. Gehrels |
| 10433 Ponsen           | 4716 P-L                 | 24 settembre 1960 | C. J. van Houten, I. van Houten-Groeneveld, T. Gehrels |
| 10434 Tinbergen        | 4722 P-L                 | 24 settembre 1960 | C. J. van Houten, I. van Houten-Groeneveld, T. Gehrels |
| 10435 Tjeerd           | 6064 P-L                 | 24 settembre 1960 | C. J. van Houten, I. van Houten-Groeneveld, T. Gehrels |
| 10436 Janwillempel     | 6073 P-L                 | 24 settembre 1960 | C. J. van Houten, I. van Houten-Groeneveld, T. Gehrels |
| 10437 van der Kruit    | 6085 P-L                 | 24 settembre 1960 | C. J. van Houten, I. van Houten-Groeneveld, T. Gehrels |
| 10438 Ludolph          | 6615 P-L                 | 24 settembre 1960 | C. J. van Houten, I. van Houten-Groeneveld, T. Gehrels |
| 10439 van Schooten     | 6676 P-L                 | 24 settembre 1960 | C. J. van Houten, I. van Houten-Groeneveld, T. Gehrels |
| 10440 van Swinden      | 7636 P-L                 | 17 ottobre 1960   | C. J. van Houten, I. van Houten-Groeneveld, T. Gehrels |
| 10441 van Rijckevorsel | 9076 P-L                 | 17 ottobre 1960   | C. J. van Houten, I. van Houten-Groeneveld, T. Gehrels |
| 10442 Biezenzo         | 4062 T-1                 | 26 marzo 1971     | C. J. van Houten, I. van Houten-Groeneveld, T. Gehrels |
| 10443 van der Pol      | 1045 T-2                 | 29 settembre 1973 | C. J. van Houten, I. van Houten-Groeneveld, T. Gehrels |
| 10444 de Hevesy        | 3290 T-2                 | 30 settembre 1973 | C. J. van Houten, I. van Houten-Groeneveld, T. Gehrels |
| 10445 Coster           | 4090 T-2                 | 29 settembre 1973 | C. J. van Houten, I. van Houten-Groeneveld, T. Gehrels |
| 10446 Siegbahn         | 3006 T-3                 | 16 ottobre 1977   | C. J. van Houten, I. van Houten-Groeneveld, T. Gehrels |
| 10447 Bloembergen      | 3357 T-3                 | 16 ottobre 1977   | C. J. van Houten, I. van Houten-Groeneveld, T. Gehrels |
| 10448 Schawlow         | 4314 T-3                 | 16 ottobre 1977   | C. J. van Houten, I. van Houten-Groeneveld, T. Gehrels |
| 10449 Takuma           | 1936 UD                  | 16 ottobre 1936   | M. Laugier                                             |
| 10450 Girard           | 1967 JQ                  | 6 maggio 1967     | C. U. Cesco, A. R. Klemola                             |
| 10451 -                | 1975 SE                  | 28 settembre 1975 | H. L. Giclas                                           |
| 10452 Zuev             | 1976 SQ7                 | 25 settembre 1976 | N. S. Chernykh                                         |
| 10453 Banzan           | 1977 DY3                 | 18 febbraio 1977  | H. Kosai, K. Hurukawa                                  |
| 10454 Vallenar         | 1978 NY                  | 9 luglio 1978     | H.-E. Schuster                                         |
| 10455 Donnison         | 1978 NU3                 | 9 luglio 1978     | C.-I. Lagerkvist                                       |
| 10456 Anechka          | 1978 PS2                 | 8 agosto 1978     | N. S. Chernykh                                         |
| 10457 Suminov          | 1978 QE2                 | 31 agosto 1978    | N. S. Chernykh                                         |
| 10458 Sfranke          | 1978 RM7                 | 2 settembre 1978  | C.-I. Lagerkvist                                       |
| 10459 Vladichaika      | 1978 SJ5                 | 27 settembre 1978 | L. I. Chernykh                                         |
| 10460 Correa-Otto      | 1978 VK8                 | 7 novembre 1978   | E. F. Helin, S. J. Bus                                 |
| 10461 Dawilliams       | 1978 XU                  | 6 dicembre 1978   | E. Bowell, A. Warnock                                  |
| 10462 Saxogrammaticus  | 1979 KM                  | 19 maggio 1979    | R. M. West                                             |
| 10463 Bannister        | 1979 MB9                 | 25 giugno 1979    | E. F. Helin, S. J. Bus                                 |
| 10464 Jessie           | 1979 SC                  | 17 settembre 1979 | Harvard Observatory                                    |
| 10465 Olkin            | 1980 WE5                 | 29 novembre 1980  | S. J. Bus                                              |
| 10466 Marius-Ioan      | 1981 ET7                 | 1 marzo 1981      | S. J. Bus                                              |
| 10467 Peterbus         | 1981 EZ7                 | 1 marzo 1981      | S. J. Bus                                              |
| 10468 Itacuruba        | 1981 EH9                 | 1 marzo 1981      | S. J. Bus                                              |
| 10469 Krohn            | 1981 EE14                | 1 marzo 1981      | S. J. Bus                                              |
| 10470 Bartczak         | 1981 EW18                | 2 marzo 1981      | S. J. Bus                                              |
| 10471 Marciniak        | 1981 EH20                | 2 marzo 1981      | S. J. Bus                                              |
| 10472 Santana-Ros      | 1981 EO20                | 2 marzo 1981      | S. J. Bus                                              |
| 10473 Thirouin         | 1981 EL21                | 2 marzo 1981      | S. J. Bus                                              |
| 10474 Pecina           | 1981 EJ23                | 3 marzo 1981      | S. J. Bus                                              |
| 10475 Maxpoilâne       | 1981 EX28                | 1 marzo 1981      | S. J. Bus                                              |
| 10476 Los Molinos      | 1981 EY38                | 2 marzo 1981      | S. J. Bus                                              |
| 10477 Lacumparsita     | 1981 ET41                | 2 marzo 1981      | S. J. Bus                                              |
| 10478 Alsabti          | 1981 WO                  | 24 novembre 1981  | E. Bowell                                              |
| 10479 Yiqunchen        | 1982 HJ                  | 18 aprile 1982    | M. Watt                                                |
| 10480 Jennyblue        | 1982 JB2                 | 15 maggio 1982    | Palomar                                                |
| 10481 Esipov           | 1982 QK3                 | 23 agosto 1982    | N. S. Chernykh                                         |
| 10482 Dangrieser       | 1983 RG2                 | 14 settembre 1983 | E. Bowell                                              |
| 10483 Tomburns         | 1983 RP2                 | 4 settembre 1983  | E. Bowell                                              |
| 10484 Hecht            | 1983 WM                  | 28 novembre 1983  | E. Bowell                                              |
| 10485 Sarahyeomans     | 1984 SY5                 | 21 settembre 1984 | H. Debehogne                                           |
| 10486 Teron            | 1985 CS2                 | 15 febbraio 1985  | H. Debehogne                                           |
| 10487 Danpeterson      | 1985 GP1                 | 14 aprile 1985    | C. S. Shoemaker, E. M. Shoemaker                       |
| 10488 -                | 1985 RS1                 | 12 settembre 1985 | P. Wild                                                |
| 10489 Keinonen         | 1985 TJ1                 | 15 ottobre 1985   | E. Bowell                                              |
| 10490 -                | 1985 VL                  | 14 novembre 1985  | P. Jensen                                              |
| 10491 Chou             | 1986 QS1                 | 27 agosto 1986    | H. Debehogne                                           |
| 10492 Mizzi            | 1986 QZ1                 | 28 agosto 1986    | H. Debehogne                                           |
| 10493 Pulliah          | 1986 QH2                 | 28 agosto 1986    | H. Debehogne                                           |
| 10494 Jenniferwest     | 1986 QO3                 | 29 agosto 1986    | H. Debehogne                                           |
| 10495 -                | 1986 RD                  | 8 settembre 1986  | P. Jensen                                              |
| 10496 -                | 1986 RK                  | 11 settembre 1986 | P. Jensen                                              |
| 10497 -                | 1986 RQ                  | 11 settembre 1986 | P. Jensen                                              |
| 10498 Bobgent          | 1986 RG3                 | 11 settembre 1986 | E. Bowell                                              |
| 10499 Sarty            | 1986 RN5                 | 7 settembre 1986  | H. Debehogne                                           |
| 10500 Nishi-koen       | 1987 GA                  | 3 aprile 1987     | M. Koishikawa                                          |

## 10501-10600
| Nome                  | Designazione provvisoria | Data di scoperta  | Scopritore                           |
| --------------------- | ------------------------ | ----------------- | ------------------------------------ |
| 10501 Ardmacha        | 1987 OT                  | 19 luglio 1987    | E. F. Helin                          |
| 10502 Armaghobs       | 1987 QF6                 | 22 agosto 1987    | E. F. Helin                          |
| 10503 Johnmarks       | 1987 SG13                | 27 settembre 1987 | H. Debehogne                         |
| 10504 Doga            | 1987 UF5                 | 22 ottobre 1987   | L. V. Zhuravleva                     |
| 10505 Johnnycash      | 1988 BN4                 | 22 gennaio 1988   | H. Debehogne                         |
| 10506 Rydberg         | 1988 CW4                 | 13 febbraio 1988  | E. W. Elst                           |
| 10507 -               | 1988 ER1                 | 13 marzo 1988     | P. Jensen                            |
| 10508 Haughey         | 1988 RM4                 | 1 settembre 1988  | H. Debehogne                         |
| 10509 Heinrichkayser  | 1989 GD4                 | 3 aprile 1989     | E. W. Elst                           |
| 10510 Maxschreier     | 1989 GQ4                 | 3 aprile 1989     | E. W. Elst                           |
| 10511 -               | 1989 OD                  | 21 luglio 1989    | R. H. McNaught                       |
| 10512 Yamandu         | 1989 TP11                | 2 ottobre 1989    | S. J. Bus                            |
| 10513 Mackie          | 1989 TJ14                | 2 ottobre 1989    | H. Debehogne                         |
| 10514 Harlow          | 1989 TD16                | 4 ottobre 1989    | H. Debehogne                         |
| 10515 Old Joe         | 1989 UB3                 | 31 ottobre 1989   | B. G. W. Manning                     |
| 10516 Sakurajima      | 1989 VQ                  | 1 novembre 1989   | M. Mukai, M. Takeishi                |
| 10517 -               | 1990 BH1                 | 28 gennaio 1990   | S. Ueda, H. Kaneda                   |
| 10518 -               | 1990 MC                  | 18 giugno 1990    | H. E. Holt                           |
| 10519 -               | 1990 RO2                 | 15 settembre 1990 | H. E. Holt                           |
| 10520 -               | 1990 RS2                 | 15 settembre 1990 | H. E. Holt                           |
| 10521 Jeremyhansen    | 1990 RW7                 | 14 settembre 1990 | H. Debehogne                         |
| 10522 -               | 1990 SN3                 | 18 settembre 1990 | H. E. Holt                           |
| 10523 D'Haveloose     | 1990 SM6                 | 22 settembre 1990 | E. W. Elst                           |
| 10524 Maniewski       | 1990 SZ7                 | 22 settembre 1990 | E. W. Elst                           |
| 10525 -               | 1990 TO                  | 12 ottobre 1990   | R. H. McNaught                       |
| 10526 Ginkogino       | 1990 UK1                 | 19 ottobre 1990   | T. Hioki, S. Hayakawa                |
| 10527 -               | 1990 UN1                 | 20 ottobre 1990   | A. Sugie                             |
| 10528 -               | 1990 VX3                 | 12 novembre 1990  | S. Ueda, H. Kaneda                   |
| 10529 Giessenburg     | 1990 WQ4                 | 16 novembre 1990  | E. W. Elst                           |
| 10530 -               | 1991 EA                  | 7 marzo 1991      | S. Ueda, H. Kaneda                   |
| 10531 -               | 1991 GB1                 | 8 aprile 1991     | E. F. Helin                          |
| 10532 -               | 1991 NA2                 | 14 luglio 1991    | H. E. Holt                           |
| 10533 -               | 1991 PT12                | 5 agosto 1991     | H. E. Holt                           |
| 10534 -               | 1991 PV16                | 7 agosto 1991     | H. E. Holt                           |
| 10535 -               | 1991 RB1                 | 10 settembre 1991 | A. Sugie                             |
| 10536 -               | 1991 RZ8                 | 11 settembre 1991 | H. E. Holt                           |
| 10537 -               | 1991 RY16                | 15 settembre 1991 | H. E. Holt                           |
| 10538 Torode          | 1991 VP2                 | 11 novembre 1991  | B. G. W. Manning                     |
| 10539 -               | 1991 VH4                 | 9 novembre 1991   | S. Ueda, H. Kaneda                   |
| 10540 Hachigoroh      | 1991 VP4                 | 13 novembre 1991  | S. Otomo                             |
| 10541 Malesherbes     | 1991 YX                  | 31 dicembre 1991  | E. W. Elst                           |
| 10542 Ruckers         | 1992 CN3                 | 2 febbraio 1992   | E. W. Elst                           |
| 10543 Klee            | 1992 DL4                 | 27 febbraio 1992  | F. Börngen                           |
| 10544 Hörsnebara      | 1992 DA9                 | 29 febbraio 1992  | UESAC                                |
| 10545 Källunge        | 1992 EQ9                 | 2 marzo 1992      | UESAC                                |
| 10546 Nakanomakoto    | 1992 FS1                 | 28 marzo 1992     | K. Endate, K. Watanabe               |
| 10547 Yosakoi         | 1992 JF                  | 2 maggio 1992     | T. Seki                              |
| 10548 -               | 1992 PJ2                 | 2 agosto 1992     | H. E. Holt                           |
| 10549 Helsingborg     | 1992 RM2                 | 2 settembre 1992  | E. W. Elst                           |
| 10550 Malmö           | 1992 RK7                 | 2 settembre 1992  | E. W. Elst                           |
| 10551 Göteborg        | 1992 YL2                 | 18 dicembre 1992  | E. W. Elst                           |
| 10552 Stockholm       | 1993 BH13                | 22 gennaio 1993   | E. W. Elst                           |
| 10553 Stenkumla       | 1993 FZ4                 | 17 marzo 1993     | UESAC                                |
| 10554 Västerhejde     | 1993 FO34                | 19 marzo 1993     | UESAC                                |
| 10555 Tagaharue       | 1993 HH                  | 16 aprile 1993    | K. Endate, K. Watanabe               |
| 10556 -               | 1993 QS                  | 19 agosto 1993    | E. F. Helin                          |
| 10557 Rowland         | 1993 RL5                 | 15 settembre 1993 | E. W. Elst                           |
| 10558 Karlstad        | 1993 RB7                 | 15 settembre 1993 | E. W. Elst                           |
| 10559 Yukihisa        | 1993 SJ1                 | 16 settembre 1993 | K. Endate, K. Watanabe               |
| 10560 Michinari       | 1993 TN                  | 8 ottobre 1993    | K. Endate, K. Watanabe               |
| 10561 Shimizumasahiro | 1993 TE2                 | 15 ottobre 1993   | K. Endate, K. Watanabe               |
| 10562 -               | 1993 UB1                 | 19 ottobre 1993   | E. F. Helin                          |
| 10563 Izhdubar        | 1993 WD                  | 19 novembre 1993  | C. S. Shoemaker, E. M. Shoemaker     |
| 10564 -               | 1993 XQ2                 | 14 dicembre 1993  | PCAS                                 |
| 10565 -               | 1994 AT1                 | 9 gennaio 1994    | H. Shiozawa, T. Urata                |
| 10566 Zabadak         | 1994 AZ2                 | 14 gennaio 1994   | Y. Kushida, O. Muramatsu             |
| 10567 Francobressan   | 1994 CV                  | 7 febbraio 1994   | Osservatorio di Farra d'Isonzo       |
| 10568 Yoshitanaka     | 1994 CF1                 | 2 febbraio 1994   | S. Otomo                             |
| 10569 Kinoshitamasao  | 1994 GQ                  | 8 aprile 1994     | K. Endate, K. Watanabe               |
| 10570 Shibayasuo      | 1994 GT                  | 8 aprile 1994     | K. Endate, K. Watanabe               |
| 10571 -               | 1994 LA1                 | 5 giugno 1994     | C. W. Hergenrother                   |
| 10572 Kominejo        | 1994 VO7                 | 8 novembre 1994   | S. Otomo                             |
| 10573 Piani           | 1994 WU1                 | 29 novembre 1994  | Stroncone                            |
| 10574 -               | 1994 YH1                 | 31 dicembre 1994  | T. Kobayashi                         |
| 10575 -               | 1994 YV1                 | 31 dicembre 1994  | T. Kobayashi                         |
| 10576 -               | 1995 GF                  | 3 aprile 1995     | T. Kobayashi                         |
| 10577 Jihčesmuzeum    | 1995 JC                  | 2 maggio 1995     | M. Tichý                             |
| 10578 -               | 1995 LH                  | 5 giugno 1995     | G. J. Garradd                        |
| 10579 Diluca          | 1995 OE                  | 20 luglio 1995    | Osservatorio San Vittore             |
| 10580 -               | 1995 OV                  | 24 luglio 1995    | Y. Shimizu, T. Urata                 |
| 10581 Jeníkhollan     | 1995 OD1                 | 30 luglio 1995    | P. Pravec                            |
| 10582 Harumi          | 1995 TG                  | 3 ottobre 1995    | Y. Ikari                             |
| 10583 Kanetugu        | 1995 WC4                 | 21 novembre 1995  | T. Okuni                             |
| 10584 Ferrini         | 1996 GJ2                 | 14 aprile 1996    | L. Tesi, A. Boattini                 |
| 10585 Wabi-Sabi       | 1996 GD21                | 13 aprile 1996    | Spacewatch                           |
| 10586 Jansteen        | 1996 KY4                 | 22 maggio 1996    | E. W. Elst                           |
| 10587 Strindberg      | 1996 NF3                 | 14 luglio 1996    | E. W. Elst                           |
| 10588 Adamcrandall    | 1996 OE                  | 18 luglio 1996    | P. G. Comba                          |
| 10589 Giusimicela     | 1996 OM2                 | 23 luglio 1996    | A. Boattini, A. Di Paola             |
| 10590 Ragazzoni       | 1996 OP2                 | 24 luglio 1996    | A. Boattini, A. Di Paola             |
| 10591 Caverni         | 1996 PD3                 | 13 agosto 1996    | M. Tombelli, G. Forti                |
| 10592 -               | 1996 PN5                 | 10 agosto 1996    | NEAT                                 |
| 10593 Susannesandra   | 1996 QQ1                 | 25 agosto 1996    | R. G. Sandness                       |
| 10594 -               | 1996 RE4                 | 10 settembre 1996 | Beijing Schmidt CCD Asteroid Program |
| 10595 -               | 1996 SS6                 | 21 settembre 1996 | Beijing Schmidt CCD Asteroid Program |
| 10596 Stevensimpson   | 1996 TS                  | 4 ottobre 1996    | D. di Cicco                          |
| 10597 -               | 1996 TR10                | 9 ottobre 1996    | S. Ueda, H. Kaneda                   |
| 10598 Markrees        | 1996 TT11                | 13 ottobre 1996   | P. G. Comba                          |
| 10599 -               | 1996 TK15                | 9 ottobre 1996    | S. Ueda, H. Kaneda                   |
| 10600 -               | 1996 TK48                | 9 ottobre 1996    | S. Ueda, H. Kaneda                   |

## 10601-10700
| Nome                   | Designazione provvisoria | Data di scoperta  | Scopritore                                             |
| ---------------------- | ------------------------ | ----------------- | ------------------------------------------------------ |
| 10601 Hiwatashi        | 1996 UC                  | 16 ottobre 1996   | A. Nakamura                                            |
| 10602 Masakazu         | 1996 UG3                 | 16 ottobre 1996   | S. Otomo                                               |
| 10603 -                | 1996 UF4                 | 29 ottobre 1996   | Beijing Schmidt CCD Asteroid Program                   |
| 10604 Susanoo          | 1996 VJ                  | 3 novembre 1996   | T. Urata                                               |
| 10605 Guidoni          | 1996 VC1                 | 3 novembre 1996   | V. Giuliani, F. Manca                                  |
| 10606 Crocco           | 1996 VD1                 | 3 novembre 1996   | V. Giuliani, F. Manca                                  |
| 10607 Amandahatton     | 1996 VQ6                 | 13 novembre 1996  | P. G. Comba                                            |
| 10608 Mameta           | 1996 VB9                 | 7 novembre 1996   | K. Endate, K. Watanabe                                 |
| 10609 Hirai            | 1996 WC3                 | 28 novembre 1996  | A. Nakamura                                            |
| 10610 -                | 1996 XR1                 | 2 dicembre 1996   | T. Kobayashi                                           |
| 10611 Yanjici          | 1997 BB1                 | 23 gennaio 1997   | Beijing Schmidt CCD Asteroid Program                   |
| 10612 Houffalize       | 1997 JR17                | 3 maggio 1997     | E. W. Elst                                             |
| 10613 Kushinadahime    | 1997 RO3                 | 4 settembre 1997  | Y. Shimizu, T. Urata                                   |
| 10614 -                | 1997 UH1                 | 21 ottobre 1997   | Y. Shimizu, T. Urata                                   |
| 10615 -                | 1997 UK3                 | 26 ottobre 1997   | T. Kobayashi                                           |
| 10616 Inouetakeshi     | 1997 UW8                 | 25 ottobre 1997   | K. Endate, K. Watanabe                                 |
| 10617 Takumi           | 1997 UK24                | 25 ottobre 1997   | M. Hirasawa, S. Suzuki                                 |
| 10618 -                | 1997 VU3                 | 6 novembre 1997   | T. Kobayashi                                           |
| 10619 Ninigi           | 1997 WO13                | 27 novembre 1997  | T. Kagawa, T. Urata                                    |
| 10620 -                | 1997 WQ34                | 29 novembre 1997  | LINEAR                                                 |
| 10621 -                | 1997 XN                  | 3 dicembre 1997   | T. Kobayashi                                           |
| 10622 -                | 1997 XA12                | 5 dicembre 1997   | LINEAR                                                 |
| 10623 -                | 1997 YP7                 | 27 dicembre 1997  | T. Kobayashi                                           |
| 10624 -                | 1997 YR13                | 31 dicembre 1997  | T. Kobayashi                                           |
| 10625 -                | 1998 AC8                 | 2 gennaio 1998    | LINEAR                                                 |
| 10626 Zajíc            | 1998 AP8                 | 10 gennaio 1998   | L. Šarounová                                           |
| 10627 Ookuninushi      | 1998 BW2                 | 19 gennaio 1998   | Y. Shimizu, T. Urata                                   |
| 10628 Feuerbacher      | 1998 BD5                 | 18 gennaio 1998   | ODAS                                                   |
| 10629 Krishnamani      | 1998 BK11                | 23 gennaio 1998   | LINEAR                                                 |
| 10630 -                | 1998 BV12                | 23 gennaio 1998   | LINEAR                                                 |
| 10631 -                | 1998 BM15                | 24 gennaio 1998   | NEAT                                                   |
| 10632 -                | 1998 CV1                 | 1 febbraio 1998   | Beijing Schmidt CCD Asteroid Program                   |
| 10633 Akimasa          | 1998 DP1                 | 20 febbraio 1998  | P. Pravec                                              |
| 10634 Pepibican        | 1998 GM1                 | 8 aprile 1998     | L. Šarounová                                           |
| 10635 Chiragkumar      | 1998 QH8                 | 17 agosto 1998    | LINEAR                                                 |
| 10636 -                | 1998 QK56                | 28 agosto 1998    | LINEAR                                                 |
| 10637 Heimlich         | 1998 QP104               | 26 agosto 1998    | E. W. Elst                                             |
| 10638 McGlothlin       | 1998 SV54                | 16 settembre 1998 | LONEOS                                                 |
| 10639 Gleason          | 1998 VV41                | 14 novembre 1998  | Spacewatch                                             |
| 10640 Varunkumar       | 1998 WU19                | 25 novembre 1998  | LINEAR                                                 |
| 10641 -                | 1998 XS52                | 14 dicembre 1998  | LINEAR                                                 |
| 10642 Charmaine        | 1999 BF8                 | 19 gennaio 1999   | A. Boattini, L. Tesi                                   |
| 10643 -                | 1999 CE78                | 12 febbraio 1999  | LINEAR                                                 |
| 10644 -                | 1999 DM2                 | 19 febbraio 1999  | T. Kobayashi                                           |
| 10645 Brač             | 1999 ES4                 | 14 marzo 1999     | K. Korlević                                            |
| 10646 Machielalberts   | 2077 P-L                 | 26 settembre 1960 | C. J. van Houten, I. van Houten-Groeneveld, T. Gehrels |
| 10647 Meesters         | 3074 P-L                 | 25 settembre 1960 | C. J. van Houten, I. van Houten-Groeneveld             |
| 10648 Plancius         | 4089 P-L                 | 24 settembre 1960 | C. J. van Houten, I. van Houten-Groeneveld, T. Gehrels |
| 10649 VOC              | 4098 P-L                 | 24 settembre 1960 | C. J. van Houten, I. van Houten-Groeneveld, T. Gehrels |
| 10650 Houtman          | 4110 P-L                 | 24 settembre 1960 | C. J. van Houten, I. van Houten-Groeneveld             |
| 10651 van Linschoten   | 4522 P-L                 | 24 settembre 1960 | C. J. van Houten, I. van Houten-Groeneveld, T. Gehrels |
| 10652 Blaeu            | 4599 P-L                 | 24 settembre 1960 | C. J. van Houten, I. van Houten-Groeneveld, T. Gehrels |
| 10653 Witsen           | 6030 P-L                 | 24 settembre 1960 | C. J. van Houten, I. van Houten-Groeneveld, T. Gehrels |
| 10654 Bontekoe         | 6673 P-L                 | 24 settembre 1960 | C. J. van Houten, I. van Houten-Groeneveld, T. Gehrels |
| 10655 Pietkeyser       | 9535 P-L                 | 17 ottobre 1960   | C. J. van Houten, I. van Houten-Groeneveld, T. Gehrels |
| 10656 Albrecht         | 2213 T-1                 | 25 marzo 1971     | C. J. van Houten, I. van Houten-Groeneveld, T. Gehrels |
| 10657 Wanach           | 2251 T-1                 | 25 marzo 1971     | C. J. van Houten, I. van Houten-Groeneveld, T. Gehrels |
| 10658 Gretadevries     | 2281 T-1                 | 25 marzo 1971     | C. J. van Houten, I. van Houten-Groeneveld, T. Gehrels |
| 10659 Sauerland        | 3266 T-1                 | 26 marzo 1971     | C. J. van Houten, I. van Houten-Groeneveld, T. Gehrels |
| 10660 Felixhormuth     | 4348 T-1                 | 26 marzo 1971     | C. J. van Houten, I. van Houten-Groeneveld, T. Gehrels |
| 10661 Teutoburgerwald  | 1211 T-2                 | 29 settembre 1973 | C. J. van Houten, I. van Houten-Groeneveld, T. Gehrels |
| 10662 Peterwisse       | 3201 T-2                 | 30 settembre 1973 | C. J. van Houten, I. van Houten-Groeneveld, T. Gehrels |
| 10663 Schwarzwald      | 4283 T-2                 | 29 settembre 1973 | C. J. van Houten, I. van Houten-Groeneveld, T. Gehrels |
| 10664 Phemios          | 5187 T-2                 | 25 settembre 1973 | C. J. van Houten, I. van Houten-Groeneveld, T. Gehrels |
| 10665 Ortigão          | 3019 T-3                 | 16 ottobre 1977   | C. J. van Houten, I. van Houten-Groeneveld, T. Gehrels |
| 10666 Feldberg         | 4171 T-3                 | 16 ottobre 1977   | C. J. van Houten, I. van Houten-Groeneveld, T. Gehrels |
| 10667 van Marxveldt    | 1975 UA                  | 28 ottobre 1975   | T. Gehrels                                             |
| 10668 Plansos          | 1976 UB1                 | 24 ottobre 1976   | R. M. West                                             |
| 10669 Herfordia        | 1977 FN                  | 16 marzo 1977     | H.-E. Schuster                                         |
| 10670 Seminozhenko     | 1977 PP1                 | 14 agosto 1977    | N. S. Chernykh                                         |
| 10671 Mazurova         | 1977 RR6                 | 11 settembre 1977 | N. S. Chernykh                                         |
| 10672 Kostyukova       | 1978 QE                  | 31 agosto 1978    | N. S. Chernykh                                         |
| 10673 Berezhnoy        | 1978 VU5                 | 7 novembre 1978   | E. F. Helin, S. J. Bus                                 |
| 10674 de Elía          | 1978 VT10                | 7 novembre 1978   | E. F. Helin, S. J. Bus                                 |
| 10675 Kharlamov        | 1978 VE15                | 1 novembre 1978   | L. V. Zhuravleva                                       |
| 10676 Jamesmcdanell    | 1979 MD2                 | 25 giugno 1979    | E. F. Helin, S. J. Bus                                 |
| 10677 Colucci          | 1979 MN3                 | 25 giugno 1979    | E. F. Helin, S. J. Bus                                 |
| 10678 Alilagoa         | 1979 MG6                 | 25 giugno 1979    | E. F. Helin, S. J. Bus                                 |
| 10679 Chankaochang     | 1979 MH6                 | 25 giugno 1979    | E. F. Helin, S. J. Bus                                 |
| 10680 Ermakov          | 1979 ME8                 | 25 giugno 1979    | E. F. Helin, S. J. Bus                                 |
| 10681 Khture           | 1979 TH2                 | 14 ottobre 1979   | N. S. Chernykh                                         |
| 10682 Kutryk           | 1980 KK                  | 22 maggio 1980    | H. Debehogne                                           |
| 10683 Carter           | 1980 LY                  | 10 giugno 1980    | C. S. Shoemaker, E. M. Shoemaker                       |
| 10684 Babkina          | 1980 RV2                 | 8 settembre 1980  | L. V. Zhuravleva                                       |
| 10685 Kharkivuniver    | 1980 VO                  | 9 novembre 1980   | E. Bowell                                              |
| 10686 Kaluna           | 1980 VX2                 | 1 novembre 1980   | S. J. Bus                                              |
| 10687 -                | 1980 XX                  | 7 dicembre 1980   | Osservatorio di Purple Mountain                        |
| 10688 Haghighipour     | 1981 DK                  | 28 febbraio 1981  | S. J. Bus                                              |
| 10689 Pinillaalonso    | 1981 DZ1                 | 28 febbraio 1981  | S. J. Bus                                              |
| 10690 Massera          | 1981 DO3                 | 28 febbraio 1981  | S. J. Bus                                              |
| 10691 Sans             | 1981 EJ19                | 2 marzo 1981      | S. J. Bus                                              |
| 10692 Opeil            | 1981 EK19                | 2 marzo 1981      | S. J. Bus                                              |
| 10693 Zangari          | 1981 ES20                | 2 marzo 1981      | S. J. Bus                                              |
| 10694 Lacerda          | 1981 EH21                | 2 marzo 1981      | S. J. Bus                                              |
| 10695 Yasunorifujiwara | 1981 ER21                | 2 marzo 1981      | S. J. Bus                                              |
| 10696 Giuliattiwinter  | 1981 EO24                | 2 marzo 1981      | S. J. Bus                                              |
| 10697 Othonwinter      | 1981 EO40                | 2 marzo 1981      | S. J. Bus                                              |
| 10698 Singer           | 1981 EJ43                | 3 marzo 1981      | S. J. Bus                                              |
| 10699 Calabrese        | 1981 ES43                | 6 marzo 1981      | S. J. Bus                                              |
| 10700 Juanangelviera   | 1981 ET47                | 2 marzo 1981      | S. J. Bus                                              |

## 10701-10800
| Nome                  | Designazione provvisoria | Data di scoperta  | Scopritore                       |
| --------------------- | ------------------------ | ----------------- | -------------------------------- |
| 10701 Marilynsimons   | 1981 PF                  | 8 agosto 1981     | Osservatorio di Harvard          |
| 10702 Arizorcas       | 1981 QD                  | 30 agosto 1981    | E. Bowell                        |
| 10703 Saint-Jacques   | 1981 QU3                 | 23 agosto 1981    | H. Debehogne                     |
| 10704 Sidey           | 1981 RQ1                 | 1 settembre 1981  | H. Debehogne                     |
| 10705 -               | 1981 SL                  | 22 settembre 1981 | A. Mrkos                         |
| 10706 -               | 1981 SE2                 | 26 settembre 1981 | N. G. Thomas                     |
| 10707 Prunariu        | 1981 UV23                | 24 ottobre 1981   | S. J. Bus                        |
| 10708 Richardspalding | 1981 UE26                | 25 ottobre 1981   | S. J. Bus                        |
| 10709 Ottofranz       | 1982 BE1                 | 24 gennaio 1982   | E. Bowell                        |
| 10710 -               | 1982 JE1                 | 15 maggio 1982    | Osservatorio di Monte Palomar    |
| 10711 Pskov           | 1982 TT2                 | 15 ottobre 1982   | L. V. Zhuravleva                 |
| 10712 Malashchuk      | 1982 UE6                 | 20 ottobre 1982   | L. G. Karachkina                 |
| 10713 Limorenko       | 1982 UZ9                 | 22 ottobre 1982   | L. G. Karachkina                 |
| 10714 -               | 1983 QG                  | 31 agosto 1983    | IRAS                             |
| 10715 Nagler          | 1983 RL4                 | 11 settembre 1983 | B. A. Skiff                      |
| 10716 Olivermorton    | 1983 WQ                  | 29 novembre 1983  | E. Bowell                        |
| 10717 Dickwalker      | 1983 XC                  | 1 dicembre 1983   | E. Bowell                        |
| 10718 Samus'          | 1985 QM5                 | 23 agosto 1985    | N. S. Chernykh                   |
| 10719 Andamar         | 1985 TW                  | 15 ottobre 1985   | E. Bowell                        |
| 10720 Danzl           | 1986 GY                  | 5 aprile 1986     | Spacewatch                       |
| 10721 Tuterov         | 1986 QO4                 | 17 agosto 1986    | L. G. Karachkina                 |
| 10722 Monari          | 1986 TB                  | 1 ottobre 1986    | Osservatorio San Vittore         |
| 10723 Tobiashinse     | 1986 TH                  | 3 ottobre 1986    | P. Jensen                        |
| 10724 Carolraymond    | 1986 VR5                 | 5 novembre 1986   | E. Bowell                        |
| 10725 Sukunabikona    | 1986 WB                  | 22 novembre 1986  | K. Suzuki, T. Urata              |
| 10726 Elodie          | 1987 BS2                 | 28 gennaio 1987   | E. W. Elst                       |
| 10727 Akitsushima     | 1987 DN                  | 25 febbraio 1987  | T. Niijima, T. Urata             |
| 10728 Vladimirfock    | 1987 RT5                 | 4 settembre 1987  | L. V. Zhuravleva                 |
| 10729 Tsvetkova       | 1987 RU5                 | 4 settembre 1987  | L. V. Zhuravleva                 |
| 10730 White           | 1987 SU                  | 19 settembre 1987 | E. Bowell                        |
| 10731 Dollyparton     | 1988 BL3                 | 16 gennaio 1988   | H. Debehogne                     |
| 10732 -               | 1988 BM3                 | 17 gennaio 1988   | H. Debehogne                     |
| 10733 Georgesand      | 1988 CP1                 | 11 febbraio 1988  | E. W. Elst                       |
| 10734 Wieck           | 1988 CT4                 | 13 febbraio 1988  | E. W. Elst                       |
| 10735 Seine           | 1988 CF6                 | 15 febbraio 1988  | E. W. Elst                       |
| 10736 Marybrück       | 1988 DD3                 | 22 febbraio 1988  | R. H. McNaught                   |
| 10737 Brück           | 1988 DZ4                 | 25 febbraio 1988  | R. H. McNaught                   |
| 10738 Marcoaldo       | 1988 FW2                 | 17 marzo 1988     | W. Ferreri                       |
| 10739 Lowman          | 1988 JB1                 | 12 maggio 1988    | C. S. Shoemaker, E. M. Shoemaker |
| 10740 Fallersleben    | 1988 RX2                 | 8 settembre 1988  | F. Börngen                       |
| 10741 Valeriocarruba  | 1988 SF3                 | 16 settembre 1988 | S. J. Bus                        |
| 10742 -               | 1988 VK2                 | 7 novembre 1988   | T. Hioki, N. Kawasato            |
| 10743 -               | 1988 VS2                 | 12 novembre 1988  | E. F. Helin                      |
| 10744 Tsuruta         | 1988 XO                  | 5 dicembre 1988   | T. Kojima                        |
| 10745 Arnstadt        | 1989 AK6                 | 11 gennaio 1989   | F. Börngen                       |
| 10746 Mühlhausen      | 1989 CE6                 | 10 febbraio 1989  | F. Börngen                       |
| 10747 Köthen          | 1989 CW7                 | 1 febbraio 1989   | F. Börngen                       |
| 10748 -               | 1989 CE8                 | 8 febbraio 1989   | H. Debehogne                     |
| 10749 Musäus          | 1989 GH8                 | 6 aprile 1989     | F. Börngen                       |
| 10750 -               | 1989 PT                  | 9 agosto 1989     | E. F. Helin                      |
| 10751 -               | 1989 UV1                 | 29 ottobre 1989   | Y. Oshima                        |
| 10752 -               | 1989 WJ1                 | 25 novembre 1989  | S. Ueda, H. Kaneda               |
| 10753 van de Velde    | 1989 WU4                 | 28 novembre 1989  | F. Börngen                       |
| 10754 -               | 1990 QV5                 | 29 agosto 1990    | H. E. Holt                       |
| 10755 -               | 1990 RO6                 | 10 settembre 1990 | H. Debehogne                     |
| 10756 -               | 1990 SJ2                 | 17 settembre 1990 | H. E. Holt                       |
| 10757 -               | 1990 SF3                 | 18 settembre 1990 | H. E. Holt                       |
| 10758 Aldoushuxley    | 1990 SM7                 | 22 settembre 1990 | E. W. Elst                       |
| 10759 -               | 1990 SX16                | 17 settembre 1990 | H. E. Holt                       |
| 10760 Ozeki           | 1990 TJ3                 | 15 ottobre 1990   | K. Endate, K. Watanabe           |
| 10761 Lyubimets       | 1990 TB4                 | 12 ottobre 1990   | L. D. Schmadel, F. Börngen       |
| 10762 von Laue        | 1990 TC4                 | 12 ottobre 1990   | F. Börngen, L. D. Schmadel       |
| 10763 Hlawka          | 1990 TH13                | 12 ottobre 1990   | L. D. Schmadel, F. Börngen       |
| 10764 Rübezahl        | 1990 TK13                | 12 ottobre 1990   | F. Börngen, L. D. Schmadel       |
| 10765 -               | 1990 UZ                  | 20 ottobre 1990   | A. Sugie                         |
| 10766 -               | 1990 UB1                 | 20 ottobre 1990   | A. Sugie                         |
| 10767 Toyomasu        | 1990 UF1                 | 22 ottobre 1990   | K. Endate, K. Watanabe           |
| 10768 Sarutahiko      | 1990 UZ1                 | 21 ottobre 1990   | T. Urata                         |
| 10769 Minas Gerais    | 1990 UJ5                 | 16 ottobre 1990   | E. W. Elst                       |
| 10770 Belo Horizonte  | 1990 VU5                 | 15 novembre 1990  | E. W. Elst                       |
| 10771 Ouro Prêto      | 1990 VK6                 | 15 novembre 1990  | E. W. Elst                       |
| 10772 -               | 1990 YM                  | 23 dicembre 1990  | S. Ueda, H. Kaneda               |
| 10773 Jamespaton      | 1991 AK2                 | 7 gennaio 1991    | R. H. McNaught                   |
| 10774 Eisenach        | 1991 AS2                 | 15 gennaio 1991   | F. Börngen                       |
| 10775 Leipzig         | 1991 AV2                 | 15 gennaio 1991   | F. Börngen                       |
| 10776 Musashitomiyo   | 1991 CP1                 | 12 febbraio 1991  | M. Arai, H. Mori                 |
| 10777 -               | 1991 EB5                 | 13 marzo 1991     | H. Debehogne                     |
| 10778 Marcks          | 1991 GN10                | 9 aprile 1991     | F. Börngen                       |
| 10779 -               | 1991 LW                  | 14 giugno 1991    | E. F. Helin                      |
| 10780 Apollinaire     | 1991 PB2                 | 2 agosto 1991     | E. W. Elst                       |
| 10781 Ritter          | 1991 PV31                | 6 agosto 1991     | F. Börngen                       |
| 10782 Hittmair        | 1991 RH4                 | 12 settembre 1991 | L. D. Schmadel, F. Börngen       |
| 10783 -               | 1991 RB9                 | 11 settembre 1991 | H. E. Holt                       |
| 10784 Noailles        | 1991 RQ11                | 4 settembre 1991  | E. W. Elst                       |
| 10785 Dejaiffe        | 1991 RD12                | 4 settembre 1991  | E. W. Elst                       |
| 10786 Robertmayer     | 1991 TC3                 | 7 ottobre 1991    | F. Börngen, L. D. Schmadel       |
| 10787 Ottoburkard     | 1991 TL3                 | 4 ottobre 1991    | L. D. Schmadel, F. Börngen       |
| 10788 -               | 1991 UC                  | 18 ottobre 1991   | S. Ueda, H. Kaneda               |
| 10789 Mikeread        | 1991 VL10                | 5 novembre 1991   | Spacewatch                       |
| 10790 -               | 1991 XS                  | 5 dicembre 1991   | S. Ueda, H. Kaneda               |
| 10791 Uson            | 1992 CS                  | 8 febbraio 1992   | T. Seki                          |
| 10792 Ecuador         | 1992 CQ2                 | 2 febbraio 1992   | E. W. Elst                       |
| 10793 Quito           | 1992 CU2                 | 2 febbraio 1992   | E. W. Elst                       |
| 10794 Vänge           | 1992 DW5                 | 29 febbraio 1992  | UESAC                            |
| 10795 Babben          | 1992 EB5                 | 1 marzo 1992      | UESAC                            |
| 10796 Sollerman       | 1992 EB8                 | 2 marzo 1992      | UESAC                            |
| 10797 Guatemala       | 1992 GO4                 | 4 aprile 1992     | E. W. Elst                       |
| 10798 -               | 1992 LK                  | 3 giugno 1992     | G. J. Leonard                    |
| 10799 Yucatán         | 1992 OY2                 | 26 luglio 1992    | E. W. Elst                       |
| 10800 -               | 1992 OM8                 | 22 luglio 1992    | H. Debehogne, Á. López-G.        |

## 10801-10900
| Nome                   | Designazione provvisoria | Data di scoperta  | Scopritore                           |
| ---------------------- | ------------------------ | ----------------- | ------------------------------------ |
| 10801 Lüneburg         | 1992 SK26                | 23 settembre 1992 | F. Börngen                           |
| 10802 Masamifuruya     | 1992 UL6                 | 28 ottobre 1992   | K. Endate, K. Watanabe               |
| 10803 Caléyo           | 1992 UK9                 | 21 ottobre 1992   | T. Seki                              |
| 10804 Amenouzume       | 1992 WN3                 | 23 novembre 1992  | T. Urata                             |
| 10805 Iwano            | 1992 WG5                 | 18 novembre 1992  | K. Endate, K. Watanabe               |
| 10806 Mexico           | 1993 FA2                 | 23 marzo 1993     | E. W. Elst                           |
| 10807 Uggarde          | 1993 FT4                 | 17 marzo 1993     | UESAC                                |
| 10808 Digerrojr        | 1993 FT5                 | 17 marzo 1993     | UESAC                                |
| 10809 Majsterrojr      | 1993 FS14                | 17 marzo 1993     | UESAC                                |
| 10810 Lejsturojr       | 1993 FL15                | 17 marzo 1993     | UESAC                                |
| 10811 Lau              | 1993 FM19                | 17 marzo 1993     | UESAC                                |
| 10812 Grötlingbo       | 1993 FZ25                | 21 marzo 1993     | UESAC                                |
| 10813 Mästerby         | 1993 FE31                | 19 marzo 1993     | UESAC                                |
| 10814 Gnisvärd         | 1993 FW31                | 19 marzo 1993     | UESAC                                |
| 10815 Östergarn        | 1993 FU32                | 19 marzo 1993     | UESAC                                |
| 10816 -                | 1993 FZ35                | 19 marzo 1993     | UESAC                                |
| 10817 -                | 1993 FR44                | 21 marzo 1993     | UESAC                                |
| 10818 -                | 1993 FK81                | 18 marzo 1993     | UESAC                                |
| 10819 Mahakala         | 1993 HG                  | 19 aprile 1993    | J. DeYoung                           |
| 10820 Offenbach        | 1993 QN4                 | 18 agosto 1993    | E. W. Elst                           |
| 10821 Kimuratakeshi    | 1993 SZ                  | 16 settembre 1993 | K. Endate, K. Watanabe               |
| 10822 Yasunori         | 1993 SK1                 | 16 settembre 1993 | K. Endate, K. Watanabe               |
| 10823 Sakaguchi        | 1993 SM1                 | 16 settembre 1993 | K. Endate, K. Watanabe               |
| 10824 -                | 1993 SW3                 | 24 settembre 1993 | G. J. Garradd                        |
| 10825 Augusthermann    | 1993 SF4                 | 18 settembre 1993 | F. Börngen                           |
| 10826 -                | 1993 SK16                | 19 settembre 1993 | H. E. Holt                           |
| 10827 Doikazunori      | 1993 TC3                 | 11 ottobre 1993   | K. Endate, K. Watanabe               |
| 10828 Tomjones         | 1993 TE5                 | 8 ottobre 1993    | Spacewatch                           |
| 10829 Matsuobasho      | 1993 UU                  | 22 ottobre 1993   | T. Seki                              |
| 10830 Desforges        | 1993 UT6                 | 20 ottobre 1993   | E. W. Elst                           |
| 10831 Takamagahara     | 1993 VM2                 | 15 novembre 1993  | T. Urata                             |
| 10832 Hazamashigetomi  | 1993 VN2                 | 15 novembre 1993  | T. Kobayashi                         |
| 10833 -                | 1993 VJ4                 | 11 novembre 1993  | S. Ueda, H. Kaneda                   |
| 10834 Zembsch-Schreve  | 1993 VU5                 | 8 novembre 1993   | Spacewatch                           |
| 10835 Fröbel           | 1993 VB8                 | 12 novembre 1993  | F. Börngen                           |
| 10836 -                | 1994 CS2                 | 14 febbraio 1994  | T. Kobayashi                         |
| 10837 Yuyakekoyake     | 1994 EJ1                 | 6 marzo 1994      | M. Hirasawa, S. Suzuki               |
| 10838 Lebon            | 1994 EH7                 | 9 marzo 1994      | E. W. Elst                           |
| 10839 Hufeland         | 1994 GY9                 | 3 aprile 1994     | F. Börngen                           |
| 10840 -                | 1994 LR                  | 1 giugno 1994     | A. Sugie                             |
| 10841 Ericforbes       | 1994 PP1                 | 12 agosto 1994    | R. H. McNaught                       |
| 10842 -                | 1994 UY1                 | 31 ottobre 1994   | S. Ueda, H. Kaneda                   |
| 10843 -                | 1994 YF2                 | 30 dicembre 1994  | S. Ueda, H. Kaneda                   |
| 10844 -                | 1995 AG                  | 2 gennaio 1995    | T. Kobayashi                         |
| 10845 -                | 1995 AA1                 | 6 gennaio 1995    | T. Kobayashi                         |
| 10846 -                | 1995 AW2                 | 2 gennaio 1995    | S. Ueda, H. Kaneda                   |
| 10847 Koch             | 1995 AV4                 | 5 gennaio 1995    | F. Börngen                           |
| 10848 -                | 1995 BD1                 | 25 gennaio 1995   | T. Kobayashi                         |
| 10849 Onigiri          | 1995 BO1                 | 25 gennaio 1995   | S. Otomo                             |
| 10850 Denso            | 1995 BU4                 | 26 gennaio 1995   | A. Nakamura                          |
| 10851 -                | 1995 CE                  | 1 febbraio 1995   | T. Kobayashi                         |
| 10852 -                | 1995 CK                  | 1 febbraio 1995   | T. Kobayashi                         |
| 10853 Aimoto           | 1995 CW                  | 6 febbraio 1995   | T. Kojima                            |
| 10854 -                | 1995 DO1                 | 22 febbraio 1995  | T. Kobayashi                         |
| 10855 -                | 1995 DR1                 | 26 febbraio 1995  | T. Kobayashi                         |
| 10856 Bechstein        | 1995 EG8                 | 4 marzo 1995      | F. Börngen                           |
| 10857 Blüthner         | 1995 EZ8                 | 5 marzo 1995      | F. Börngen                           |
| 10858 -                | 1995 FT                  | 28 marzo 1995     | T. Kobayashi                         |
| 10859 -                | 1995 GJ7                 | 1 aprile 1995     | S. Otomo                             |
| 10860 -                | 1995 LE                  | 3 giugno 1995     | Spacewatch                           |
| 10861 Ciske            | 1995 MG1                 | 22 giugno 1995    | Spacewatch                           |
| 10862 -                | 1995 QE2                 | 26 agosto 1995    | T. B. Spahr                          |
| 10863 Oye              | 1995 QJ3                 | 31 agosto 1995    | AMOS                                 |
| 10864 Yamagatashi      | 1995 QS3                 | 31 agosto 1995    | T. Okuni                             |
| 10865 Thelmaruby       | 1995 SO33                | 21 settembre 1995 | Spacewatch                           |
| 10866 Peru             | 1996 NB4                 | 14 luglio 1996    | E. W. Elst                           |
| 10867 Lima             | 1996 NX4                 | 14 luglio 1996    | E. W. Elst                           |
| 10868 -                | 1996 RF5                 | 3 settembre 1996  | Y. Shimizu, T. Urata                 |
| 10869 -                | 1996 SJ4                 | 21 settembre 1996 | Beijing Schmidt CCD Asteroid Program |
| 10870 Gwendolen        | 1996 SY4                 | 25 settembre 1996 | G. C. L. Aikman                      |
| 10871 -                | 1996 TG7                 | 5 ottobre 1996    | Y. Shimizu, T. Urata                 |
| 10872 Vaculík          | 1996 TJ9                 | 12 ottobre 1996   | J. Tichá, M. Tichý                   |
| 10873 -                | 1996 TF11                | 11 ottobre 1996   | K. Endate                            |
| 10874 Locatelli        | 1996 TN19                | 4 ottobre 1996    | Spacewatch                           |
| 10875 Veracini         | 1996 TG28                | 7 ottobre 1996    | Spacewatch                           |
| 10876 -                | 1996 UB                  | 16 ottobre 1996   | T. Kobayashi                         |
| 10877 Jiangnan Tianchi | 1996 UR                  | 16 ottobre 1996   | Y. Shimizu, T. Urata                 |
| 10878 Moriyama         | 1996 VV                  | 3 novembre 1996   | Y. Ikari                             |
| 10879 -                | 1996 VM3                 | 6 novembre 1996   | T. Kobayashi                         |
| 10880 Kaguya           | 1996 VN4                 | 6 novembre 1996   | N. Sato                              |
| 10881 -                | 1996 VA5                 | 4 novembre 1996   | T. Urata                             |
| 10882 Shinonaga        | 1996 VG5                 | 3 novembre 1996   | K. Endate, K. Watanabe               |
| 10883 -                | 1996 VU5                 | 14 novembre 1996  | T. Kobayashi                         |
| 10884 Tsuboimasaki     | 1996 VD9                 | 7 novembre 1996   | K. Endate, K. Watanabe               |
| 10885 Horimasato       | 1996 VE9                 | 7 novembre 1996   | K. Endate, K. Watanabe               |
| 10886 Mitsuroohba      | 1996 VR30                | 10 novembre 1996  | T. Okuni                             |
| 10887 -                | 1996 XU25                | 12 dicembre 1996  | T. Urata                             |
| 10888 Yamatano-orochi  | 1996 XT30                | 6 dicembre 1996   | Y. Shimizu, T. Urata                 |
| 10889 -                | 1997 AO1                 | 2 gennaio 1997    | T. Kobayashi                         |
| 10890 -                | 1997 AY2                 | 4 gennaio 1997    | T. Kobayashi                         |
| 10891 Fink             | 1997 QR3                 | 30 agosto 1997    | ODAS                                 |
| 10892 Gianna           | 1997 SX2                 | 23 settembre 1997 | Osservatorio di Farra d'Isonzo       |
| 10893 -                | 1997 SB10                | 19 settembre 1997 | Beijing Schmidt CCD Asteroid Program |
| 10894 Nakai            | 1997 SE30                | 30 settembre 1997 | Spacewatch                           |
| 10895 Aynrand          | 1997 TC18                | 11 ottobre 1997   | G. R. Viscome                        |
| 10896 -                | 1997 UZ14                | 26 ottobre 1997   | Y. Shimizu, T. Urata                 |
| 10897 -                | 1997 VW3                 | 7 novembre 1997   | T. Kobayashi                         |
| 10898 -                | 1997 WJ2                 | 23 novembre 1997  | T. Kobayashi                         |
| 10899 -                | 1997 WN13                | 24 novembre 1997  | T. Kagawa, T. Urata                  |
| 10900 Folkner          | 1997 WF21                | 30 novembre 1997  | T. Kobayashi                         |

## 10901-11000
| Nome                 | Designazione provvisoria | Data di scoperta  | Scopritore                                              |
| -------------------- | ------------------------ | ----------------- | ------------------------------------------------------- |
| 10901 -              | 1997 WS21                | 30 novembre 1997  | T. Kobayashi                                            |
| 10902 Hebeishida     | 1997 WB22                | 25 novembre 1997  | Beijing Schmidt CCD Asteroid Program                    |
| 10903 -              | 1997 WA30                | 24 novembre 1997  | S. Ueda, H. Kaneda                                      |
| 10904 -              | 1997 WR31                | 29 novembre 1997  | LINEAR                                                  |
| 10905 -              | 1997 WB38                | 29 novembre 1997  | LINEAR                                                  |
| 10906 -              | 1997 WO44                | 29 novembre 1997  | LINEAR                                                  |
| 10907 Savalle        | 1997 XG5                 | 6 dicembre 1997   | ODAS                                                    |
| 10908 Kallestroetzel | 1997 XH9                 | 7 dicembre 1997   | ODAS                                                    |
| 10909 -              | 1997 XB10                | 5 dicembre 1997   | A. Sugie                                                |
| 10910 -              | 1997 YX                  | 20 dicembre 1997  | T. Kobayashi                                            |
| 10911 Ziqiangbuxi    | 1997 YC1                 | 19 dicembre 1997  | Beijing Schmidt CCD Asteroid Program                    |
| 10912 -              | 1997 YW5                 | 25 dicembre 1997  | T. Kobayashi                                            |
| 10913 -              | 1997 YE14                | 31 dicembre 1997  | T. Kobayashi                                            |
| 10914 Tucker         | 1997 YQ14                | 31 dicembre 1997  | P. G. Comba                                             |
| 10915 -              | 1997 YU16                | 29 dicembre 1997  | Beijing Schmidt CCD Asteroid Program                    |
| 10916 Okina-Ouna     | 1997 YB17                | 31 dicembre 1997  | N. Sato                                                 |
| 10917 -              | 1998 AN                  | 5 gennaio 1998    | T. Kobayashi                                            |
| 10918 Kodaly         | 1998 AS1                 | 1 gennaio 1998    | Spacewatch                                              |
| 10919 Pepíkzicha     | 1998 AQ8                 | 10 gennaio 1998   | L. Šarounová                                            |
| 10920 -              | 1998 BC1                 | 19 gennaio 1998   | T. Kobayashi                                            |
| 10921 Romanozen      | 1998 BC2                 | 17 gennaio 1998   | Madonna di Dossobuono                                   |
| 10922 Thomaslam      | 1998 BG2                 | 20 gennaio 1998   | LINEAR                                                  |
| 10923 Gabrielleliu   | 1998 BM12                | 23 gennaio 1998   | LINEAR                                                  |
| 10924 Mariagriffin   | 1998 BU25                | 29 gennaio 1998   | I. P. Griffin                                           |
| 10925 Ventoux        | 1998 BK30                | 28 gennaio 1998   | P. Antonini                                             |
| 10926 -              | 1998 BF41                | 25 gennaio 1998   | NEAT                                                    |
| 10927 Vaucluse       | 1998 BB42                | 29 gennaio 1998   | R. Roy                                                  |
| 10928 Caprara        | 1998 BW43                | 25 gennaio 1998   | M. Tombelli, G. Forti                                   |
| 10929 Chenfangyun    | 1998 CF1                 | 1 febbraio 1998   | Beijing Schmidt CCD Asteroid Program                    |
| 10930 Jinyong        | 1998 CR2                 | 6 febbraio 1998   | Beijing Schmidt CCD Asteroid Program                    |
| 10931 Ceccano        | 1998 DA                  | 16 febbraio 1998  | G. Masi                                                 |
| 10932 Rebentrost     | 1998 DL1                 | 18 febbraio 1998  | G. Lehmann                                              |
| 10933 -              | 1998 DC24                | 17 febbraio 1998  | Y. Shimizu, T. Urata                                    |
| 10934 Pauldelvaux    | 1998 DN34                | 27 febbraio 1998  | E. W. Elst                                              |
| 10935 -              | 1998 EC                  | 1 marzo 1998      | T. Kobayashi                                            |
| 10936 -              | 1998 FN11                | 22 marzo 1998     | Y. Shimizu, T. Urata                                    |
| 10937 Ferris         | 1998 QW54                | 27 agosto 1998    | LONEOS                                                  |
| 10938 Lorenzalevy    | 1998 SW60                | 17 settembre 1998 | LONEOS                                                  |
| 10939 Maheshwari     | 1999 CJ19                | 10 febbraio 1999  | LINEAR                                                  |
| 10940 -              | 1999 CE52                | 10 febbraio 1999  | LINEAR                                                  |
| 10941 Mamidala       | 1999 CD79                | 12 febbraio 1999  | LINEAR                                                  |
| 10942 Natashamaniar  | 1999 CN83                | 10 febbraio 1999  | LINEAR                                                  |
| 10943 Brunier        | 1999 FY6                 | 20 marzo 1999     | ODAS                                                    |
| 10944 -              | 1999 FJ26                | 19 marzo 1999     | LINEAR                                                  |
| 10945 -              | 1999 GS9                 | 14 aprile 1999    | Y. Shimizu, T. Urata                                    |
| 10946 -              | 1999 HR2                 | 16 aprile 1999    | Beijing Schmidt CCD Asteroid Program                    |
| 10947 Kaiserstuhl    | 2061 P-L                 | 24 settembre 1960 | C. J. van Houten, I. van Houten-Groeneveld, T. Gehrels  |
| 10948 Odenwald       | 2207 P-L                 | 24 settembre 1960 | C. J. van Houten, I. van Houten-Groeneveld, T. Gehrels  |
| 10949 Königstuhl     | 3066 P-L                 | 25 settembre 1960 | C. J. van Houten, I. van Houten-Groeneveld, T. Gehrels  |
| 10950 Albertjansen   | 4049 P-L                 | 24 settembre 1960 | C. J. van Houten, I. van Houten-Groeneveld, T. Gehrels  |
| 10951 Spessart       | 4050 P-L                 | 24 settembre 1960 | C. J. van Houten, I. van Houten-Groeneveld, T. Gehrels  |
| 10952 Vogelsberg     | 4152 P-L                 | 24 settembre 1960 | C. J. van Houten, I. van Houten-Groeneveld, T. Gehrels  |
| 10953 Gerdatschira   | 4276 P-L                 | 24 settembre 1960 | C. J. van Houten, I. van Houten-Groeneveld, T. Gehrels  |
| 10954 Spiegel        | 4545 P-L                 | 24 settembre 1960 | C. J. van Houten, I. van Houten-Groeneveld, T. Gehrels  |
| 10955 Harig          | 5011 P-L                 | 22 ottobre 1960   | C. J. van Houten, I. van Houten-Groeneveld, T. Gehrels  |
| 10956 Vosges         | 5023 P-L                 | 24 settembre 1960 | C. J. van Houten, I. van Houten-Groeneveld, T. Gehrels  |
| 10957 Alps           | 6068 P-L                 | 24 settembre 1960 | C. J. van Houten, I. van Houten-Groeneveld, T. Gehrels  |
| 10958 Mont Blanc     | 6188 P-L                 | 24 settembre 1960 | C. J. van Houten, I. van Houten-Groeneveld, T. Gehrels  |
| 10959 Appennino      | 6579 P-L                 | 24 settembre 1960 | C. J. van Houten, I. van Houten-Groeneveld, T. Gehrels  |
| 10960 Gran Sasso     | 6580 P-L                 | 24 settembre 1960 | C. J. van Houten, I. van Houten-Groeneveld, T. Gehrels  |
| 10961 Buysballot     | 6809 P-L                 | 24 settembre 1960 | C. J. van Houten, I. van Houten-Groeneveld, T. Gehrels  |
| 10962 Sonnenborgh    | 9530 P-L                 | 17 ottobre 1960   | C. J. van Houten, I. van Houten-Groeneveld, T. Gehrels  |
| 10963 van der Brugge | 2088 T-1                 | 25 marzo 1971     | C. J. van Houten, I. van Houten-Groeneveld, T. Gehrels  |
| 10964 Degraaff       | 3216 T-1                 | 26 marzo 1971     | C. J. van Houten, I. van Houten-Groeneveld, T. Gehrels  |
| 10965 van Leverink   | 3297 T-1                 | 26 marzo 1971     | C. J. van Houten, I. van Houten-Groeneveld, T. Gehrels  |
| 10966 van der Hucht  | 3308 T-1                 | 26 marzo 1971     | C. J. van Houten, I. van Houten-Groeneveld, T. Gehrels  |
| 10967 Billallen      | 4349 T-1                 | 26 marzo 1971     | C. J. van Houten, I. van Houten-Groeneveld, T. Gehrels  |
| 10968 Sterken        | 4393 T-1                 | 26 marzo 1971     | C. J. van Houten, I. van Houten-Groeneveld, T. Gehrels  |
| 10969 Perryman       | 4827 T-1                 | 13 maggio 1971    | C. J. van Houten, I. van Houten-Groeneveld, T. Gehrels  |
| 10970 de Zeeuw       | 1079 T-2                 | 29 settembre 1973 | C. J. van Houten, I. van Houten-Groeneveld, T. Gehrels  |
| 10971 van Dishoeck   | 1179 T-2                 | 29 settembre 1973 | C. J. van Houten, I. van Houten-Groeneveld, T. Gehrels  |
| 10972 Merbold        | 1188 T-2                 | 29 settembre 1973 | C. J. van Houten, I. van Houten-Groeneveld, T. Gehrels  |
| 10973 Thomasreiter   | 1210 T-2                 | 29 settembre 1973 | C. J. van Houten, I. van Houten-Groeneveld, T. Gehrels  |
| 10974 Carolalbert    | 2225 T-2                 | 29 settembre 1973 | C. J. van Houten, I. van Houten-Groeneveld, T. Gehrels  |
| 10975 Schelderode    | 2246 T-2                 | 29 settembre 1973 | C. J. van Houten, I. van Houten-Groeneveld, T. Gehrels  |
| 10976 Wubbena        | 2287 T-2                 | 29 settembre 1973 | C. J. van Houten, I. van Houten-Groeneveld, T. Gehrels  |
| 10977 Mathlener      | 3177 T-2                 | 30 settembre 1973 | C. J. van Houten, I. van Houten-Groeneveld, T. Gehrels  |
| 10978 Bärbchen       | 4095 T-2                 | 29 settembre 1973 | C. J. van Houten, I. van Houten-Groeneveld, T. Gehrels  |
| 10979 Fristephenson  | 4171 T-2                 | 29 settembre 1973 | C. J. van Houten, I. van Houten-Groeneveld, T. Gehrels  |
| 10980 Breimer        | 4294 T-2                 | 29 settembre 1973 | C. J. van Houten, I. van Houten-Groeneveld, T. Gehrels  |
| 10981 Fransaris      | 1148 T-3                 | 17 ottobre 1977   | C. J. van Houten, I. van Houten-Groeneveld, T. Gehrels  |
| 10982 Poerink        | 2672 T-3                 | 11 ottobre 1977   | C. J. van Houten, I. van Houten-Groeneveld, T. Gehrels  |
| 10983 Smolders       | 3196 T-3                 | 16 ottobre 1977   | C. J. van Houten, I. van Houten-Groeneveld, T. Gehrels  |
| 10984 Gispen         | 3507 T-3                 | 16 ottobre 1977   | C. J. van Houten, I. van Houten-Groeneveld, T. Gehrels  |
| 10985 Feast          | 4017 T-3                 | 16 ottobre 1977   | C. J. van Houten, I. van Houten-Groeneveld, T. Gehrels  |
| 10986 Govert         | 4313 T-3                 | 16 ottobre 1977   | C. J. van Houten, I. van Houten-Groeneveld, T. Gehrels  |
| 10987 -              | 1967 US                  | 30 ottobre 1967   | L. Kohoutek                                             |
| 10988 Feinstein      | 1968 OL                  | 28 luglio 1968    | Osservatorio Félix Aguilar                              |
| 10989 Dolios         | 1973 SL1                 | 19 settembre 1973 | C. J. van Houten, I. van Houten- Groeneveld, T. Gehrels |
| 10990 Okunev         | 1973 SF6                 | 28 settembre 1973 | N. S. Chernykh                                          |
| 10991 Dulov          | 1974 RY1                 | 14 settembre 1974 | N. S. Chernykh                                          |
| 10992 Veryuslaviya   | 1974 SF                  | 19 settembre 1974 | L. I. Chernykh                                          |
| 10993 -              | 1975 XF                  | 1 dicembre 1975   | C. Torres, S. Barros                                    |
| 10994 Fouchard       | 1978 EU9                 | 15 marzo 1978     | S. J. Bus                                               |
| 10995 -              | 1978 NS                  | 10 luglio 1978    | E. F. Helin, E. M. Shoemaker                            |
| 10996 Armandspitz    | 1978 NX7                 | 7 luglio 1978     | S. J. Bus                                               |
| 10997 Gahm           | 1978 RX7                 | 2 settembre 1978  | C.-I. Lagerkvist                                        |
| 10998 -              | 1978 UN4                 | 27 ottobre 1978   | C. M. Olmstead                                          |
| 10999 Braga-Ribas    | 1978 VC6                 | 7 novembre 1978   | E. F. Helin, S. J. Bus                                  |
| 11000 -              | 1978 VE6                 | 6 novembre 1978   | E. F. Helin, S. J. Bus                                  |